# 2015年の日本競馬
2015年の日本競馬（2015ねんのにほんけいば）では、2015年（平成27年）の日本競馬界についてまとめる。
2014年の日本競馬 - 2015年の日本競馬 - 2016年の日本競馬

## 概要
日本中央競馬会（JRA）は、2014年10月20日に開催日割と重賞日程を発表。
各地の地方競馬で施行するダートグレード競走は、2014年11月19日に2015年度の日程と格付けを発表。3月までに施行する競走（2014年度）とJBC競走（11月3日）は既に発表済。
本項目における外国人騎手の所属表記については、短期免許で騎乗する騎手は国・地域名、通年免許で騎乗する騎手は日本人騎手と同様に所属地のみの表記とする。

### 競馬法の改正
1月13日の報道によると、政府は1月26日召集の通常国会に競馬法改正案を提出する方針を固めたと報じられた。主な改正点は、改正前の競馬法では自らが主催する競馬や国内各主催者の相互発売しか馬券の発売が認められておらず、海外競馬の馬券を発売できないJRAや各地方競馬主催者に対し、農林水産大臣が指定した競走に限って海外競馬の勝馬投票券を現地の主催者に代わって発売可能にするというもの。背景には国内の競走馬がフランスやドバイ、オーストラリアや香港など海外のレースで活躍する例が増えてきたことがあげられている。
2月28日付のスポニチアネックスによると、競馬報道機関の取材に応じた農林水産省競馬監督課の話として、法案は2月27日に与党の農林水産関係部会で了承を得ており、閣議決定を経て3月中旬ごろに国会へ提出される見込みとしている。法改正で発売可能となるのは農林水産大臣の指定を受けた世界の主要レースで、凱旋門賞など日本馬の出走が見込まれる約20競走が対象となる見込み。JRAと各地方競馬主催者は、農林水産大臣の認可を得たうえで発売できるとしている。発売する馬券の種類はJRAが発売している賭式と同様になるが、実際に何を発売するかは発売主体となるJRAや各地方競馬主催者の判断に委ねられる。払戻金は海外のオッズと連動させず、国内完結型（独立プール方式）としている。
4月24日付の報道によると、競馬法改正案は同日の衆議院本会議で可決され、成立した。これにより、早ければ2016年度にも農林水産大臣が指定した海外レースの勝馬投票券を、JRAや各地方競馬主催者が日本国内で独自にオッズ設定し発売される見通しとなった。JRAでは改正競馬法の成立を受けて発売システムの開発に着手し、海外の競馬主催者との提携契約（映像権利・レース結果の確認方法など）や発売レース・賭式の選定に入るとしているが、海外レースの多くは時差の関係で発走が日本時間の深夜になることが見込まれるうえ、警察当局との取り決めで競馬場や場外発売施設は午後9時以降に営業することができないため、発売はインターネット投票のみとなる見通し。
改正競馬法は11月1日より施行され、農林水産省は11月7日に日本国内で発売できる海外競馬の指定競走（24競走、次節参照）を告示。今後はこれらの競走が国内での馬券発売にふさわしいかについて意見を公募したうえで、農林水産大臣指定競走として正式決定するとしている。この中から実際に発売したい競走をJRAなどの国内競馬主催者が農林水産省に申請し、認可を得た後に国内での馬券発売が行われる。

#### 農林水産省が告示した海外競馬の指定競走
農林水産省が11月7日に告示した海外競馬の指定競走は以下の通り。競走名は出典と完全一致していないものもあるが、ウィキペディアでの記事名表記を優先した。
| 国・地域名       | 競走名 |
| ---------------- | --- |
| アメリカ合衆国   | ブリーダーズカップ・クラシック、ブリーダーズカップ・ターフ                                                                   |
| アイルランド     | アイリッシュチャンピオンステークス                                                                                           |
| イギリス         | インターナショナルステークス、キングジョージ6世&クイーンエリザベスステークス、プリンスオブウェールズステークス               |
| フランス         | ジャック・ル・マロワ賞、凱旋門賞                                                                                             |
| 香港             | クイーンエリザベス2世カップ、チャンピオンズマイル、香港カップ、香港マイル、香港スプリント、香港ヴァーズ                      |
| アラブ首長国連邦 | アルクォズスプリント、ドバイゴールデンシャヒーン、ドバイシーマクラシック、ドバイターフ、ドバイワールドカップ                 |
| オーストラリア   | コーフィールドカップ、メルボルンカップ、ジョージライダーステークス、クイーンエリザベスステークス、ドンカスターハンデキャップ |

### 騎手等に対する重大な制裁

#### 中央競馬
交通事故で現行犯逮捕
騎手の大江原圭（美浦）が2月3日午後7時35分頃、茨城県稲敷市内の県道を軽乗用車で走行中に自転車で横断していた男性をはね、頭部骨折などの重傷を負わせたとして、自動車の運転により人を死傷させる行為等の処罰に関する法律違反（過失傷害）の現行犯で茨城県警察に逮捕された。その後男性が死亡したため、警察は容疑を同法違反（過失運転致死）に切り替えて調べる。これを受け、JRAは大江原を2月4日から裁定委員会の議定があるまで騎乗停止処分にした。その後6月11日に龍ケ崎簡易裁判所で罰金刑に処され、6月16日に行われた第1回裁定委員会では5か月間の騎乗停止処分を行う予定で大江原に弁明の機会を設けたが、提出期日までに弁明書が提出されなかったことから6月26日に行われた第2回裁定委員会において「日本中央競馬会競馬施行規程第147条第20号に抵触する行為」として、第1回の諮問通り7月3日まで5か月間の騎乗停止処分となった。
調整ルーム内でTwitter
3月1日に通年免許を取得して阪神競馬場で騎乗予定だったクリストフ・ルメール（栗東）は前日の2月28日夜、携帯電話の電源を入れたまま同競馬場内の調整ルームに入室し、知人からのTwitterに対して2回にわたりツイートを返す行為を行った。この行為が「騎手としての注意義務を怠ったものであり、日本中央競馬会競馬施行規程第147条第19号に抵触する」として3月1日から3月30日まで30日間（開催日9日）の騎乗停止処分となった。同様の行為で騎乗停止処分を受けたのは2011年5月の大江原圭、2013年7月の原田敬伍（引退）に次いで3人目であり、JRAは「日本騎手クラブと話し合いながら再発防止策を至急検討する必要がある」と話している。
度重なる不注意騎乗
11月12日から12月29日までの短期騎手免許でJRAで騎乗していたライアン・ムーア（英国）は、12月9日に香港・ハッピーバレー競馬場の第5競走で行われた『ロンジン・インターナショナル・ジョッキーズ・チャンピオンシップ』の残り150メートル付近での不注意騎乗により現地の裁決委員から12月28日から翌年1月13日まで騎乗停止処分を受けた。ところが、その4日後の12月13日に沙田競馬場で行われた『ロンジン香港国際競走』の一つである「香港マイル」でモーリスに騎乗したところ、発走後200メートル地点で3頭の走行を妨害する不注意騎乗を行い、裁決委員から翌12月14日から12月27日まで騎乗停止処分を受けた。この2つの件を受けてJRAは12月16日に日本中央競馬会競馬施行規程第147条第18号に基づき、12月14日から短期騎手免許の最終日である12月29日までムーアを騎乗停止処分にした。

#### 地方競馬
調整ルームに部外者を入室させる
特別区競馬組合（以下「組合」と表記）は騎手の御神本訓史に対し、特別区競馬組合競馬実施規則第19条の規定に基づく開催執務委員指示事項に違反したことを理由として、特別区競馬組合競馬実施規則第73条第1項第1号に基づき3月2日から4月10日まで実効30日間の騎乗停止処分とした。御神本は2013年2月21日から2014年11月13日までの期間中14回にわたって、資格のない者を大井競馬場の騎手調整ルームに「施術師である」と虚偽の申告をして入室させていた。騎手が調整ルームに入室することは外部との接触を絶ち情報漏えいを防ぐことを目的として競馬法で定められているが、組合は御神本に事情聴取を行い、情報漏えいの事実がなかったことを確認。競馬法違反の事実はないとして内規違反にとどめた。大井競馬では騎手以外に、清掃業者など裁決委員の許可を得た者のほか、2005年からは騎手のコンディション管理の一環として整体師やマッサージ師も調整ルームに入室できるとしていたが、申告制のため資格免許などの調査をして許可するものではなかった。今回はこの申告が虚偽であると外部から通報があり発覚した。御神本はこれまでにも調整ルーム入室後や調教時間中の無断外出などレース以外の要因で騎乗停止処分を受けており、今回が5度目となる。
その後、地方競馬の騎手や調教師に対する免許権を有する地方競馬全国協会は3月17日に免許試験委員会を開催、騎手免許更新の筆記試験や面接試験、およびこれまでの業務内容などを勘案し、御神本を不合格とした。これにより御神本は現免許の有効期限となる5月31日までは騎乗できるが、6月以降は免許を失うため騎乗できなくなり、他地区へ移籍の場合は8月1日免許（東海・金沢・兵庫）か12月1日免許（ばんえい・北海道・岩手・高知・佐賀）の試験に合格するか、引き続き南関東に所属する場合は2016年4月1日免許の試験に合格しなければ騎手免許を再取得できなくなった。
その後、御神本は所属厩舎の厩務員を経て2017年4月1日付で騎手免許を再取得し、同年8月28日の大井競馬第12競走で2年半ぶりに騎手に再復帰した（結果は6着）。
鉛を入れ忘れて騎乗
6月2日の大井競馬第8競走で、2位入線のゴールドホークに騎乗した達城龍次（大井）は、負担重量56kgで騎乗すべきところを前検量の際に持っていた鉛を鞍に入れ忘れ、本来の重量より2kg軽い54kgで騎乗した。入線後の後検量で前検量との差が1kgを超過したため、規定により馬は失格、達城は6月3日から6月16日まで実効10日間の騎乗停止処分となり、大井で騎乗する予定だった6月3日と4日の競走については公正保持のため他騎手に変更となった。
騎手らが勝馬投票券購入
12月11日付の北海道新聞などの報道によると、ばんえい競馬に所属する騎手1名及び厩務員8名が過去1年から3年にわたって、競馬法第29条第8号で禁止されているばんえい競馬など地方競馬の勝馬投票券をインターネット経由で購入していた疑いがあると報じた。匿名による通報に基づき、ばんえい競馬を主催する帯広市（以下「市」と記述）などが調査して明らかになったもの。市から相談を受けた北海道釧路方面帯広警察署などは12月11日午前、帯広競馬場や騎手の所属する厩舎など関係先を家宅捜索。さらに同日、帯広市長の米沢則寿名でコメントが出され、当該騎手及び厩務員について12月11日以降当面の間、業務活動を停止させる命令を出したことを発表した。当初、騎手らは市の調査に対し「馬券は買っていない、購入方法も知らない」などと購入の事実を否定していたが、その後道警の事情聴取に対し騎手と複数の厩務員が「自ら馬券を購入した」と認めた。馬券購入サイトには本人名義による記録が残っていたとされ、購入したとされるレースにはばんえい競馬のレースも含まれていたが、八百長行為の有無について市は記者会見で「現段階では『ない』と考える」とした。市が11月2日に競馬法の順守を指示した後、9人全員が会員登録を解約。当該騎手は問題発覚後、レースには騎乗していない。地方競馬全国協会によると、1987年に福山競馬で騎手1名が知人を通じて馬券を購入し逮捕された例があるが、今回のようなケースは初めてだという。また日本国外では、日本でも騎乗経験のあるダミアン・オリヴァー（豪州）が2010年に自ら騎乗したレースで他の馬の馬券を購入したとして、2012年11月に10か月の騎乗停止処分を受けた例がある。
12月24日付の北海道新聞によると、地方競馬全国協会は当該騎手と調教師1名について、免許を更新しなかったと報じられた。このうち調教師については厩舎に所属する厩務員が本事案に関わっていたことに対する監督責任に加え、自らも暴力団員と複数回にわたってゴルフをするなどの不適切交際が問題視されたとしている。騎手と調教師は2016年1月1日以降、免許を失うことになりレースの騎乗や調教業務ができなくなる。
その後、帯広警察署は2016年2月1日、本事案に関わった元騎手や厩務員ら女性2名を含む13名を競馬法違反（勝馬投票券の購入等の制限）の疑いで釧路地方検察庁帯広支部に書類送検した。当初報道の人数より対象者が増えたことについて、2016年1月30日付の北海道新聞によると「帯広署などの捜査で人数が増えたとみられる」としている。
なお、この不祥事を受けて市は本年度の帯広記念とばんえい記念において農林水産大臣賞を返上する方針を示した。

### 中央競馬
年初は前年より1日早め1月4日（中山・京都）から始まり、12月27日（中山・阪神）まで開催。祝日を含む3日間開催は、前年と同様4節（1月10・11・12日、9月19・20・21日、10月10・11・12日、11月21・22・23日）で実施される。
2014年に中山競馬場のスタンド等リニューアル工事に伴う振替開催が行われた新潟競馬場は例年通りの開催日程に戻されたが、日数は前年から4日削減された。また、札幌競馬場は開催日数が2日削減され2回・12日に短縮。これにより北海道シリーズは函館・札幌とも2回・12日となった。このほか福島競馬場も開催日数が4日削減され、中山競馬場と阪神競馬場の開催日数が増やされた。
京都競馬場では現在地に競馬場が開設されて90周年となることから、年間を通じた記念事業を行う。

#### 開催成績
当初予定として発表された競馬場別の開催日割は以下の通り。
- 札幌競馬場：2回・12日（前年比：-2日）
- 函館競馬場：2回・12日（前年比：増減なし）
- 福島競馬場：3回・20日（前年比：-4日）
- 新潟競馬場：3回・24日（前年比：-4日）
- 中山競馬場：5回・42日（前年比：+9日）
- 東京競馬場：5回・46日（前年比：増減なし）
- 中京競馬場：4回・24日（前年比：増減なし）
- 京都競馬場：5回・47日（前年比：増減なし）
- 阪神競馬場：5回・41日（前年比：+1日）
- 小倉競馬場：2回・20日（前年比：増減なし）

年間総売上は2兆5833億9186万9800円（前年比：103.6%）、総入場人員は631万7073人（前年比：102.8%）でともに前年を上回った。
リーディングジョッキーは130勝を挙げた戸崎圭太、リーディングトレーナーは54勝を挙げた堀宣行がそれぞれ獲得。

#### 重賞競走の変更点
GI競走
- ジャパンカップの1着賞金を、3億円に増額[48][49]。
- 有馬記念の1着賞金を、2億5000万円に増額[48][49]。
- 天皇賞（春）・天皇賞（秋）・宝塚記念の1着賞金を、それぞれ1億5000万円に増額[48][49]。

GII・GIII競走等
- ターコイズステークス（新設重賞、3歳以上牝馬、中山競馬場・芝1600m）を新設[1]。
- 愛知杯（GIII）は2016年1月に移設のため、本年は休止[1]。
- いちょうステークス（新設重賞）を「サウジアラビアロイヤルカップ（重賞）」へ改称[1]。
- 札幌記念（GII）の1着賞金を、6800万円に増額[48][49]。
- 阪神大賞典（GII）・日経賞（GII）・大阪杯（GII）・オールカマー（GII）・毎日王冠（GII）・京都大賞典（GII）の1着賞金を、それぞれ6500万円に増額[48][49]。

#### 上記以外の主な変更点
- 地方競馬で施行されるJpnII・JpnIIIのダートグレード競走に出走する中央競馬所属馬の選定基準を、従来は「通算の収得賞金 + 過去1年の収得賞金 + 過去2年のGI競走の収得賞金」としていたところ、本年より上位3頭のみ上記の基準で選定し、残りは「過去1年の収得賞金 + 過去2年のGI競走の収得賞金」とするよう変更[50]。
- ワールドスーパージョッキーズシリーズは開催地を札幌競馬場に変更のうえ、名称も「2015ワールドオールスタージョッキーズ」に改めて8月29日・30日に施行[51]。4レースの着順による合計ポイントを競い、個人戦に加え「外国騎手・地方競馬代表騎手チーム」と「JRA所属騎手チーム」の2チームによる対抗戦もあわせて行われる[51][52]。
- 1月4日より、新潟競馬場で「i-Seat」の運用を開始[53]。
- 第2回中京競馬4日目（3月22日施行）の第8競走から第10競走、および第12競走を当初の内容から下表の通り変更[54][55]。

| 競走番号 | 変更前                                          | 変更後                                          |
| -------- | ----------------------------------------------- | ----------------------------------------------- |
| 第8競走  | 4歳以上500万下 ダート1800m（混合）              | 4歳以上500万下（牝） 芝2000m                    |
| 第9競走  | 4歳以上500万下（牝） 芝2000m                    | 沈丁花賞 3歳500万下 ダート1400m（混合）（特指） |
| 第10競走 | 沈丁花賞 3歳500万下 ダート1400m（混合）（特指） | 豊橋特別 4歳以上500万下 芝1400m（混合）         |
| 第12競走 | 豊橋特別 4歳以上500万下 芝1400m（混合）         | 4歳以上1600万下 ダート1400m（混合）             |

- サマーシリーズのポイント付与およびシリーズチャンピオン決定方法について、以下の通り一部変更。
  1. 合計得点が同点の馬または騎手が複数いる場合は、それぞれの馬・騎手をシリーズチャンピオンとする[56]。
  2. サマージョッキーズシリーズにおいて騎手が騎乗停止以上の処分を受けた場合は、点数を与えない[56]。
- モンゴル大統領のツァヒアギーン・エルベグドルジが東京競馬場に来場することに伴い、第2回東京競馬9日目（5月23日施行）の第11競走を「メイステークス」から「モンゴル大統領賞」に変更[57]。
- 6月6日から9月6日まで、夏季競馬で施行される2歳戦184競走を対象に、単勝式の払戻金に売上の5%相当額を上乗せして払い戻す「夏の2歳単勝」を実施[58][59]。

#### 場外発売の変更点
ウインズ等
- ウインズ新宿は1月4日より、発売単位を「200円以上100円単位（全式別共通）」から「100円単位（全式別共通）」へ変更[60]。
- ウインズ名古屋は2月14日より、JRAで初めてとなる全席「i-Seat」によるエクセルフロアの運用を開始[61]。
- ウインズ荒尾は2月21日より地方競馬共同トータリゼータシステムを利用した発売システムに変更、名称も「J-PLACE荒尾」に改めて発売・払戻業務を行う。なお、ウインズ荒尾として発売した勝馬投票券は3月7日まで、同所で払戻を行う[62]。
- 2012年4月から改築工事が進められていたウインズ横浜A館の一部フロアが新築棟として3月7日にオープン[63]。そして12月19日に全館グランドオープンすることになった[64]。
- ウインズ三本木は4月5日より、毎週日曜日限定で関東主場のメイン競走を含む2競走から3競走、関西主場及び第三場のメイン競走を対象に発売レースを拡大する。ただし前日発売は引き続き実施しない[65]。
- ウインズ梅田のエクセルフロアのEゾーンについて、4月25日から「i-Seat」を導入。これに伴い、3月7日から4月19日まで改装工事のため使用不可に[66]。
- ウインズ難波は近隣で実施された不発弾処理の影響で立入禁止区域に指定されたため、5月9日の営業を休止[67]。

J-PLACE
- J-PLACE高知・J-PLACE宿毛・J-PLACE藍住は1月4日より発売日・発売レース数を拡大、すべての中央競馬開催日に各場全レース発売となる[68][69]。
- 3月21日より、船橋競馬の会員制場外発売施設「f-keiba木更津」で勝馬投票券の発売及び払戻を開始（J-PLACE木更津）。すべての中央競馬開催日に各場全レースを発売し、前日発売も原則として実施する[70]。
- J-PLACE金沢は4月から発売日を拡大、JRA平地重賞の施行日に平地重賞のみ発売となる[71]。
- J-PLACE札幌駅前は当該施設閉鎖に伴い、3月31日をもって営業を終了[72]。
- J-PLACE滝川は施設移転に伴い、4月1日から業務を一時休止。4月20日より払戻業務を、4月25日より発売業務をそれぞれ再開[72]。
- 4月4日より、名古屋競馬の場外発売施設「サンアール弥富」で勝馬投票券の発売及び払戻を開始（J-PLACE弥富）。すべての中央競馬開催日に各場全レースを発売するが、前日発売についてはGI競走のみ行う[70]。
- 4月11日より、ばんえい競馬の場外発売施設「ハロンズ名寄（J-PLACE名寄）」「イルムふかがわ（J-PLACEふかがわ）」で勝馬投票券の発売及び払戻を開始[71]。いずれもすべてのJRA開催日に、各場メイン競走のみ発売。また前日発売についてもGI競走のみ行う[71][73]。

#### 調教師の新規開業
3月1日付で、以下の7名の調教師が新規開業した。なお美浦所属の3名は同日付での調教師免許発効と同時の開業となる。
美浦
- 池上昌和（免許交付：2015年3月1日）
- 竹内正洋（免許交付：2015年3月1日）
- 中舘英二（免許交付：2015年3月1日）

栗東
- 池添学（免許交付：2014年3月1日）
- 奥村豊（免許交付：2014年3月1日）
- 西村真幸（免許交付：2014年3月1日）
- 松下武士（免許交付：2014年3月1日）

#### 外国人騎手が通年免許取得、そして史上初の年間100勝達成
JRAは2月5日に、2015年度騎手免許試験の合格者を発表。競馬学校を卒業した4名に加え、ミルコ・デムーロ（ イタリア）とクリストフ・ルメール（ フランス）の両名が合格した。外国人騎手が通年の騎手免許を取得したのは1994年に短期騎手免許制度が設けられた現行の免許制度下では初めてで、ルメールを除く5名は3月よりJRA所属騎手として順次デビューしたが、ルメールは先述の通り騎乗停止となったため、処分が解除された4月4日にデビューした。
なおミルコは11月21日の京都競馬第3競走で、外国人騎手ではJRA史上初となる年間100勝を達成。本年544戦目での達成は既に達成している福永祐一、戸崎圭太を上回るペースで達成したが、ルメールも11月23日の京都競馬第12競走でミルコをさらに上回る本年506戦目で年間100勝を達成した。

#### 規制薬物の取り締まり強化
JRAは2007年から導入している規制薬物（消炎鎮痛剤）について、4月1日から取り締まりを強化すると発表。これまでは調教師への指導などにとどめていたものをレース当日に使用による影響が判明した場合は出走取消や競走除外の措置を行うほか、競走後の検査で判明した場合を含め調教師に過怠金の制裁が行われる。ただし競走成績についてはそのまま有効となる。

#### 重賞競走史上最高の払戻金
5月17日に東京競馬第11競走で施行された第10回ヴィクトリアマイル（GI）で、1着に単勝5番人気のストレイトガール、2着に同12番人気のケイアイエレガント、3着に同18番人気のミナレットが入線し、三連勝単式の払戻金はJRAの重賞競走史上最高、JRA全体でも史上2位となる2070万5810円を記録。このほか複勝式・ワイド・三連勝複式の払戻金もJRA重賞競走史上最高額をそれぞれ更新した。

#### JRA史上初の韓国遠征で勝利
6月7日に 韓国・ソウル競馬場で行われた「トゥクソムカップ」（韓国GIII・ダート1400m）で、1番人気に支持されたエスメラルディーナ（斎藤誠厩舎、藤井勘一郎騎乗）が2着に3馬身の差を付け、JRA所属馬として初の韓国遠征で勝利した。なお、地方競馬では2013年より大井競馬と韓国馬事会の交流競走が日本と韓国でそれぞれ行われている。

#### ゲタウイルス陽性馬の発生
JRAは9月4日、昨年美浦と栗東の両トレーニングセンターで蚊を媒介する「ゲタウイルス」が発生したことを受け、本年6月から実施した発熱馬を対象とした疫学調査の結果、8月中に発熱した美浦所属の32頭のうち7頭がウイルスの陽性反応を示していたことを発表。ただし同ウイルスは馬同士による直接の感染は起こらず、また感染したとしても数日で回復するため競馬開催への影響はないと見ている。今後は疫学調査を継続すると同時に感染源である蚊の駆除の強化、ワクチン接種の継続で対応するとしている。

### 地方競馬
地方競馬全国協会が公表した平成27年度の地方競馬開催成績によると、全国の売得金（売上）総額は4310億2738万3030円（前年度比：111.1%）、総入場人員は325万824人（前年度比：101.0%）でともに前年度を上回った。
1月 - 3月は「平成26年度」、4月 - 2016年3月は「平成27年度」の開催内容について記述している。

#### 地方競馬IPATで集計トラブル
1月20日にJRAの地方競馬IPATで発売された大井競馬・笠松競馬・園田競馬の一部レースにおいて、JRA内のネットワークトラブルが原因で11時20分から約43分間発売を休止。このため地方競馬IPATでの発売票数の一部が地方競馬共同トータリゼータシステムへ送信できず、この間に発走した競走は一部の票数が未集計のまま払戻金が確定した。実際の払戻金と未集計票を含めた場合の払戻金に差が生じたケースも一部の賭式で発生したが、各主催者とも集計された発売票数をもって払戻金を確定したため、払戻金額の変更はない。なお、未集計票のうち的中票については同日中に払戻処理を実施している。
集計されなかった票数
- 大井競馬（第1競走586票・第2競走4410票[91]） - 4996票
- 笠松競馬（第1競走） - 1377票
- 園田競馬（第1競走） - 7355票

#### スーパージョッキーズトライアルの変更点
「2015ワールドオールスタージョッキーズ（2014年まではワールドスーパージョッキーズシリーズ）」の施行時期や施行場が変更された（前述）ことに伴い、地方競馬全国協会がJRAに推薦する地方競馬代表騎手を選定する「スーパージョッキーズトライアル」の実施要綱にも変更が加えられた。主な変更点は以下の通り。
- 地方競馬代表騎手は2名の推薦枠があるが、このうち北海道（ホッカイドウ競馬）所属騎手にはJRAより1名の選出枠が与えられるため、スーパージョッキーズトライアルには出場しない[92]。
- 北海道を除く各地区から選定された騎手で、残りの推薦枠（1名）を争う[92]。

#### 女性騎手の海外遠征
愛知県競馬組合所属騎手の木之前葵が、5月9日にイギリスのリングフィールド競馬場で行われた「レディースワールドチャンピオンシップ」第8戦（1600m、10頭立て）に出場。Man of Dreamsに騎乗して1着となり、海外競馬初挑戦で優勝する快挙を達成した。木之前は11月8日にアラブ首長国連邦のアブダビで行われた「レディースワールドチャンピオンシップ ファイナル」にも出場したが、13頭立ての13着に終わった。

なお「レディースワールドチャンピオンシップ」には、2014年に別府真衣（高知）と岩永千明（佐賀）も出場している。

#### 日本国外所属の日本人騎手に対する短期騎手免許交付
地方競馬全国協会は以下の通り、日本国外に所属する日本人騎手に対して短期騎手免許を交付した。
- 6月18日 - 市川雄介（ オーストラリア） 免許期間：6月26日 - 9月25日、所属厩舎：愛知・今津勝之[97]
- 6月30日 - 藤井勘一郎（ オーストラリア） 免許期間：7月1日 - 9月30日、所属厩舎：北海道・田中淳司[98]
- 10月16日 - 森田牧広（ オーストラリア） 免許期間：10月21日 - 2016年1月20日、所属厩舎：高知・別府真司[99]

#### 後を絶たない禁止薬物陽性馬の発生
地方競馬では本年も禁止薬物陽性馬が相次いで発生した。いずれも競走馬理化学研究所に当該馬の尿を送付して判明したものである。また競馬法違反に抵触するとして各競馬組合を管轄する警察署に通報されている。
- 3月20日 - 3月12日の名古屋競馬第4競走で1着となったせん5歳馬（川西毅厩舎）から禁止薬物である「カフェイン」が検出されたことを愛知県競馬組合が発表。これを受け組合は3月24日以降に出走を予定していた所属馬16頭についても検査を実施[100][101]。その結果、全頭陰性であったことが判明したため出走が可能となった。なお混入の経緯については引き続き調査中であるとし[102]、3月24日には陽性反応を示した当該馬について30日間の出走停止及び賞金等諸手当の返還処分、関係者に対して注意喚起及び訓示を行ったことを公表[103]。さらに11月16日には管理調教師の川西に対し戒告及び賞典停止40日の処分を科した[104]。

- 11月7日 - 11月1日の佐賀競馬第10競走で1着となった牡3歳馬（真島元徳厩舎）から禁止薬物である「カフェイン」が検出されたことを佐賀県競馬組合が発表。これを受け組合は11月8日に出走を予定していた同厩舎の所属馬5頭を競走除外にした[105][106]。その後、同厩舎所属馬35頭について検査を実施したところすべて陰性であったことが11月13日までに判明し、以後行われる競走に出走できることになった。なお混入の経緯については引き続き調査中としている[107][108]。佐賀競馬で禁止薬物陽性馬が発生したのは1996年11月以来となる[105]。その後2016年6月30日に管理調教師の真島に対して戒告及び賞典停止40日の処分が科された[109]。

#### 帯広市（ばんえい競馬）
開催日数：26回・151日（前年度比：-2日）
売得金総額は145億6979万2600円（前年度比：110.3%）、総入場人員は28万2903人（前年度比：101.7%）でともに前年度を上回った。
リーディングジョッキーは164勝を挙げた鈴木恵介、リーディングトレーナーは124勝を挙げた村上慎一がそれぞれ獲得。
ナイター開催（最終競走発走時刻：20時40分）は97日、準ナイター開催（同19時40分）は15日、薄暮開催（同18時40分）は37日、デイ開催（同17時40分）は3日を予定（月別の開催日割はばんえい十勝H27開催日程 (PDF) を参照）。重賞競走は前年と同様に25競走を施行予定。

##### その他の変更点
- 平成27年度の開幕日（4月18日）より、枠複とワイドの発売を開始。払戻率はともに75%で、枠複は2011年8月に廃止して以来の復活となる[114]。

#### 北海道（ホッカイドウ競馬）
開催日数：15回・80日（前年度比：増減なし）
売得金総額は167億4105万7640円（前年度比：107.7%）、総入場人員は5万5284人（前年度比：111.6%）でともに前年を上回った。
リーディングジョッキーは106勝を挙げた五十嵐冬樹、リーディングトレーナーは102勝を挙げた田中淳司がそれぞれ獲得。
本年も門別競馬場で全日程ナイター開催。本年より門別競馬場に内回りコースが新設され、1500mと1600mの距離設定が可能になったことに伴い距離体系が見直され、従来「短距離・中距離・長距離」としていた区分を「スプリント・マイル・中距離」に再編。あわせて2600mの長距離戦は廃止。なお、内回りコースに対応する照明設備がないため、新設された1500m・1600mの競走は重賞も含め日没前に施行するとしている。
ダートグレード競走を含む重賞は27競走（前年度比：2競走増）を施行予定。JRA認定競走はフレッシュチャレンジ（新馬）・アタックチャレンジ（未勝利）・上級認定競走・重賞等をあわせて118競走（前年度比：増減なし）、スタリオンシリーズ競走は45競走を実施予定。

##### 重賞競走の変更点
- 「ヒダカソウカップ（3歳以上牝馬、H3、1600m）」と「旭岳賞（3歳以上、H3、1600m）」の2重賞を新設[122]。
- 前年まで特別競走として施行していた「グランシャリオ門別スプリント」を重賞（H3）に格上げ[122]。
- ステイヤーズカップは施行なし[121]。
- ブリーダーズゴールドジュニアカップ（H1）・フローラルカップ（H3）・ブロッサムカップ（H3）・北斗盃（H3）・星雲賞（H3）の施行距離を1600mに変更[122]。
- 王冠賞（H2）の施行距離を1800mに変更[122]。
- 赤レンガ記念（H3）の施行距離を2000mに変更[122]。

##### 場外発売の変更点
- Aiba札幌駅前は賃貸借契約の終了に伴い、3月31日をもって発売・払戻業務を終了し閉鎖[123]。
- Aiba滝川は入居施設の閉館に伴い3月31日をもって発売・払戻業務を終了[124]し、4月20日より滝川市西町に移転し再オープン[125]。

##### その他の変更点
- JRA条件交流競走の発走時刻を、濃霧の影響を受けない時間帯に変更[119]。
- 第1回開催より、2歳馬の出走手当を15000円増額[119]。
- 第11回開催より、3歳以上（C4）の出走手当を10000円増額[119]。
- 騎手手当・厩務員手当をそれぞれ500円増額[119]。

#### 岩手県競馬組合（岩手競馬）
競馬場別の開催実績は以下の通り。
- 盛岡競馬場：10回・60日（前年度比：+1日）[85]
- 水沢競馬場：12回・71日（前年度比：増減なし）[85]

2場を合わせた売得金総額は231億5669万9400円（前年度比：92.6%）、総入場人員は27万7527人（前年度比：95.9%）でともに前年割れとなった。

ダートグレード競走を含む重賞競走は48競走を実施。このうち盛岡芝コースでの重賞は11競走を施行。
HITスタリオンシリーズは本年度も継続され、ダービーウィーク対象競走を含め6競走を予定。

##### 場外発売の変更点
- 4月18日より、秋田県秋田市に「秋田場外発売所」（愛称：DIKK秋田）を開設[128][129]。

##### 調教師の年間最多勝利記録更新
12月13日に水沢競馬第10競走で行われた第14回寒菊賞（重賞、ダート1600m）で、イチダイ（牡2歳、菅原俊吏騎乗）が1着となり、同馬を管理する調教師の板垣吉則は今季114勝目を記録。1970年に小西善一郎が記録した113勝を上回り、岩手競馬の調教師における年間最多勝利記録を更新した。

#### 特別区競馬組合・神奈川県川崎競馬組合・埼玉県浦和競馬組合・千葉県競馬組合（南関東公営競馬）
競馬場別の開催実績は以下の通り。
- 浦和競馬場：12回・49日（前年度比：増減なし）[85]
- 船橋競馬場：12回・54日（前年度比：増減なし）[85]
- 大井競馬場：20回・98日（前年度比：-5日）[85]
- 川崎競馬場：14回・63日（前年度比：増減なし）[85]

4場を合わせた売得金総額は2450億6981万6590円（前年度比：112.8%）、総入場人員は130万6131人（前年度比：105.6%）でともに前年度を上回った。
船橋競馬場にナイター設備が新設され、6月15日に初のナイター開催が行われた。愛称は「ハートビートナイター」。
2015年のリーディングジョッキーは297勝を挙げた森泰斗（船橋）、リーディングトレーナーは126勝を挙げた小久保智（浦和）がそれぞれ獲得。

##### 重賞競走の変更点
- 第15回JBC競走を、11月3日に大井競馬場（昼間開催）で施行[131][135]。
- しらさぎ賞（浦和、SIII）が南関東限定戦から地方交流競走に、競走条件も「3歳以上牝馬」から「4歳以上牝馬」にそれぞれ変更[136]。
- 優駿スプリント（大井、SIII）をSIIに格上げ[136]。
- 本年度のクラウンカップ（川崎、SIII）は4月1日と2016年3月30日の2回施行[136]。

##### 場外発売の変更点
- 大井競馬の三条場外発売所（旧三条競馬場）は施設の老朽化を理由として、1月23日をもって発売を終了。払戻業務も3月24日で終了[137][138]。
- 大型映像装置更新のため、オフト大郷は8月6日から10日まで、オープス中郷は8月31日から9月5日まで、オフトひたちなかは9月6日から12日までそれぞれ場外発売を休止（払戻業務は実施）[139]。
- ニュートラック松山（山形県酒田市）は移転作業のため、9月24日から27日まで場外発売・払戻業務を休止[140]。

##### その他の変更点
- 12月28日から31日まで施行される大井競馬の最終競走限定で、馬番二連勝複式（馬複）の払戻率を77.7%に変更[141]。

##### 川崎競馬が累積赤字を解消
川崎競馬を主催する神奈川県川崎競馬組合（以下「組合」と表記）は1月8日に、2013年（平成25年）度の一般会計決算が認定されたと発表。単年度収支が約8億6300万円の黒字となり、2000年（平成12年）4月に組合が発足して以来、最大時は約36億円にまで膨らんでいた累積赤字をすべて解消、約6億2500万円の黒字に転じた。
川崎競馬は賞金のカットなどを行った2005年（平成17年）度から収支が好転し単年度黒字が基調となり、2006年（平成18年）度から正月開催を固定化したほか、場外発売の増加やJRAの場外発売などの増収策を打ち出していた。

##### 不正重量でレース成立
1月15日に行われた船橋競馬第11競走（チバテレ盃）に出走したメトロノースは規定より2kg軽い重量53kgで出走（9頭中9着）したが、主催者はレースを成立させた。
騎乗した瀬川将輝はこの時点でデビューからの通算勝利数が25勝未満だったため、一般競走では見習騎手として2kg減量の取扱となるが、同競走は準重賞のため減量が適用されないにも関わらず、1月13日に同レースの出馬投票が行われた際、メトロノースの負担重量を53kgと誤って発表。同日中に誤りに気づき正規の55kgと訂正して発表したが、結局当日は53kgのまま検量を通過し出走。本馬場入場時に負担重量を正規の「55kg」と場内アナウンスされたのを聞いて不審に思った同騎手がレース後に負担重量の確認を申し出たため主催者側が調査したところ、検量室で使用した業務用資料が誤っていたため、減量した数値のまま前検量を通過させていたことが発覚した。主催者の千葉県競馬組合は「負担重量軽減有無の確認不十分」および「内部資料修正の失念」とミスを認めたうえで「千葉県競馬組合地方競馬実施規則第65条の3に該当しないため」として、失格も着順変更も行わなかった。
主催者発行の出走表や新聞各紙の表記も55kgと記載されているうえ、前述の通り場内アナウンスも正規の55kgで発表していたため、馬券を購入したファンはレース確定後に主催者から発表されるまで知る由もなかった。

##### 日韓交流競走
大井競馬と韓国馬事会（KRA）との交流競走が三年連続で実施された。
韓国では8月30日にソウル競馬場で『第2回アジアチャレンジカップ（SBSスポーツ杯）』（距離1200m）を開催。昨年に続いてKRA（6頭）、大井競馬（2頭）及びシンガポール（3頭）との三か国による交流競走で行われた。
また大井では10月13日にKRA所属馬3頭を招待して『日韓交流競走 '15インタラクションカップ競走』（準重賞、距離1200m）が開催された。

##### 大井競馬場新スタンドオープン
大井競馬場で建設が進められていた新スタンド「G-FRONT」が完成し、11月1日にグランドオープンした。同スタンドは3階建てで、3階には会員制によるキャッシュレスシステムを採用し、座席に座ったまま投票のできる指定席フロアが設置された。

#### 愛知県競馬組合（名古屋・中京競馬）・岐阜県地方競馬組合（笠松競馬）・石川県、金沢市（金沢競馬）
2014年に引き続き、名古屋・笠松・金沢の3場で日程調整及び相互場外発売の連携を行う。
HITスタリオンシリーズは本年度も継続され、各競馬場ともに6競走（愛知のみダービーウィーク対象競走を含む）を予定。
愛知県競馬組合
開催日数：27回・112日（前年度比：-1日）
売得金総額は230億3965万8700円（前年度比：111.0%）で前年を上回ったが、総入場人員は15万9250人（前年度比：98.5%）で前年割れ。
本年も全日程が名古屋競馬場での開催。
笠松競馬場
開催日数：22回・96日（前年度比：-2日）
売得金総額は158億4842万8400円（前年度比：110.3%）で前年を上回ったが、総入場人員は9万5558人（前年度比：98.2%）で前年割れ。
金沢競馬場
開催日数：21回・78日（前年度比：+1日）
売得金総額は124億8783万5800円（前年度比：106.8%）、総入場人員は23万997人（前年度比：102.4%）でともに前年を上回った。

##### その他の変更点
- 一度騎手を引退し、名古屋競馬の厩務員として活動していた尾崎章生と加藤誓二が8月1日付で騎手免許を再取得して復帰[152]。
- 12月23日より、名古屋競馬場の第3号スタンドを改装した会員制有料席『金シャチプレミアムラウンジ』を開設[153]。

#### 兵庫県競馬組合（園田・姫路競馬）
開催日数：29回・163日（前年度比：増減なし）
売得金総額は444億9342万3900円（前年度比：113.4%）で前年を上回ったが、総入場人員は42万7636人（前年度比：91.4%）で前年割れとなった。
本年も全日程が園田競馬場での開催。HITスタリオンシリーズは本年度も継続され、ダービーウィーク対象競走を含め6競走を予定。

##### 場外発売の変更点
- 1月15日より、香川県観音寺市に「DASH観音寺」を開設[154]。
- 2月24日より、大阪市中央区に「DASH心斎橋」を開設[155]。
- 3月24日より、広島県呉市に「DASH呉」を開設[156]。

##### その他の変更点
- 耐震工事を含む施設改修を計画的に進めるためとして、2015年度より一部の賭式で払戻率を変更[157]。

#### 高知県競馬組合（高知競馬）
開催日数：19回・104日（前年度比：+3日）
売得金総額は191億3228万4400円（前年度比：125.5%）、総入場人員は74737人（前年度比：109.9%）でともに前年度を上回った。
ダートグレード競走を含む重賞は18競走を施行予定。

##### 12年ぶりの2歳新馬戦
7月11日の高知競馬第1競走で、サラブレッド系2歳新馬戦（ダート800m）を施行。高知競馬で2歳新馬戦が施行されたのは2003年7月5日のアラブ系以来12年ぶり、サラブレッド系の新馬戦に限ると1998年8月12日以来17年ぶりとなった。

#### 佐賀県競馬組合（佐賀競馬）
開催日数：23回・109日（前年度比：-1日）
売得金総額は164億8838万5600円（前年度比：106.6%）で前年を上回ったが、総入場人員は34万801人（前年度比：99.1%）で前年割れとなった。

##### 場外発売の変更点
- ドリームなかつで従来昼間開催時間帯のみ実施していたナイター競馬の場外発売について、9月3日より最終競走終了まで拡大して発売[161][162]。
- 福岡市博多区に、地方競馬では初の先着順による全席有料指定制の場外発売施設「BAOO博多」が12月12日午前10時にオープン。佐賀競馬を中心に1日最大3場の場外発売を実施する[163][164]。

##### その他の変更点
- 2月15日付で、騎手の兒島真二が名古屋から移籍[165]。
- 2013年に騎手を引退し、佐賀競馬の厩務員として活動していた元福山・大井所属の三村展久が騎手免許を再取得して復帰[166]。その後12月10日付で高知・松木啓助厩舎へ移籍した[167]。

## できごと

### 1月
- 3日 - 園田競馬第12競走で、田中学（兵庫）が通算3000勝を達成。実父で現調教師の道夫も現役時代に3164勝を挙げており、史上初となる父子3000勝をも達成[168]。
- 4日 - サンカルロ（JRA）が競走馬登録を抹消。今後は種牡馬に[169]。
- 6日 - 2014年のJRA賞の競走馬部門が発表され、年度代表馬にジェンティルドンナ（牝5歳、最優秀4歳以上牝馬にも同時に選出）を選出。

- 7日 - サダムパテック（JRA）が競走馬登録を抹消。今後は種牡馬に[170]。
- 9日 - トウホクビジン（笠松）がこの日の笠松競馬第10競走（白銀争覇）をもって引退。今後は繁殖入り[171]。
- 13日
  - NARグランプリ2014の表彰馬・表彰者が発表され、年度代表馬にサミットストーンを選出。
  - 調教師の福田秀夫と只野廣明（共に岩手）が引退[172]。
- 14日 - 地方競馬全国協会は、外国人騎手のダリル・ホランド（ モーリシャス）に短期騎手免許（期間：1月15日 - 2月27日[注 3][173]）を交付[174]。期間中は大井所属。外国人騎手への地方競馬の短期騎手免許は、2011年のアラン・ムンロ以来となった。
- 16日 - JRAは「降雪による競馬開催への影響が予想されるため」として、1月17日の京都競馬における金曜夜間発売を取りやめた[175]。
- 17日 - 京都競馬第8競走でショーグン（JRA）が馬体重640kgで出走。自らの持つJRA最高馬体重出走記録を更に2kg更新した[176]。
- 18日 - 中山競馬第2競走で小野寺祐太（美浦）が勝利。前回の勝利は2011年11月20日の新潟競馬で、3年1か月28日は現役騎手の最長勝利間隔記録を更新した[177]。
- 20日 - 国際競馬統括機関連盟（IFHA）は2014年の「ロンジンワールドベストレースホースランキング」を発表し、昨年限りで引退したジャスタウェイが年間1位、エピファネイアが同2位となった。日本調教馬が年間1位となったのは史上初[178][179]。
- 22日 - 騎手の入澤和也（ばんえい）が廃業[180]。
- 23日 - Aiba中標津は悪天候（暴風雪）のため、予定していた場外発売・払戻業務を中止した[181]。
- 27日 - レッドクラウディア（大井）が競走馬登録を抹消。今後は繁殖入り[182][183]。
- 28日 - バアゼルリバー[184]とトーセンベニザクラ[185]（いずれもJRA）が競走馬登録を抹消。今後は前者が乗馬、後者が浦和競馬に移籍予定。
- 30日 - JRAは「積雪により馬場整備を必要とする状況である」として、1月31日の東京競馬における金曜日夜間発売を中止した[186]。
- 31日 - 東京競馬は前日からの積雪の影響により「馬場整備を必要とする状況にあるため」として、第1競走から第9競走まで発走時刻を繰り下げて施行した[187]。

### 2月
- 1日
  - キングカメハメハ産駒がこの日行われた京都競馬で7勝、東京競馬で4勝を挙げ合計11勝を記録。サンデーサイレンス産駒が記録した同一場1日最多勝利記録（6勝）及び複数場1日最多勝利記録（9勝）をいずれも更新した[188]。
  - Aiba中標津（J-PLACE中標津）は悪天候（暴風雪）のため、予定していた場外発売・払戻業務を中止した[189][190]。
- 2日
  - Aiba中標津（J-PLACE中標津）は前日に続き悪天候（暴風雪）のため、予定していた場外発売・払戻業務を中止した[191][192][193]。
  - 1月30日の川崎競馬第6競走に出走した競走馬1頭が前走となる1月9日の浦和競馬で出走した際の走破タイム（1分35秒5）を埼玉県浦和競馬組合がデータベースに誤って「1分45秒5」と入力したため、このデータベースから情報を取得した各競馬新聞等に誤ったタイムが記載されていたことが明らかに[194][195]。
  - 大井競馬第12競走で競走除外となった馬が発走前に退避させられていた内馬場で放馬、向正面の柵を飛び越えて既にレースがスタートしていた本馬場へ侵入した。レース中の各馬は既に第3コーナーを回っていたためレースに影響はなく、ゴール後に正面衝突することもなかった[196]。
- 3日 - マサノブルース（JRA）が競走馬登録を抹消。今後は乗馬に[197]。
- 4日 - スカイディグニティ（JRA）が競走馬登録を抹消。今後は乗馬に[198]。
- 8日 - 京都競馬第8競走で、藤田伸二（栗東）がJRA史上9人目（現役騎手8人目）となる通算1万5000回騎乗を達成[199]。
- 13日
  - オフト新潟は前夜に発生した落雷の影響により、予定していた場外発売を中止した[200]。
  - JRAは「降雪による競馬開催への影響が予想される」として、2月14日の京都競馬における金曜日夜間発売を取りやめた[201]。
- 15日
  - Aiba中標津（J-PLACE中標津）は悪天候（暴風雪）のため、予定していた場外発売・払戻業務を中止した[202][203]。
  - 東京競馬第1競走で、北村宏司（美浦）がJRA史上23人目（現役騎手17人目）となる通算1万2000回騎乗を達成[204]。
- 16日
  - Aiba中標津とアプスポット網走は悪天候（暴風雪）のため、予定していた場外発売・払戻業務を中止[205][206]。Aiba中標津は前日に続き2日連続の中止となった。
  - 帯広競馬第6競走でコトブキライアンが1着となり、自身のもつばんえい競馬史上最高齢勝利記録を更新[207]。
- 19日 - 浦和競馬第9競走で、御神本訓史（大井）が騎乗していた馬の故障（指骨骨折）のあおりを受けて落馬[208]。精密検査の結果骨盤及び坐骨骨折が判明し[209]、2月22日のフェブラリーステークスで騎乗予定だったサトノタイガー（浦和）は三浦皇成（美浦）に乗り替わりとなった[210]。
- 22日 - 高知競馬第10競走で、倉兼育康（高知）が地方競馬通算1万回騎乗を達成[211]。
- 23日 - この日行われた大井競馬のトリプル馬単で、地方競馬史上最高配当となる7476万7615円（的中10口）を記録[212]。
- 26日 - キャトルフィーユとシルクフォーチュン（いずれもJRA）が競走馬登録を抹消。今後は前者が繁殖入り[213]、後者は乗馬に[214]。
- 27日 - JBC実行委員会と神奈川県川崎競馬組合は、2016年のJBC競走を11月3日に川崎競馬場で開催すると発表。川崎での開催は4年ぶり3回目[215][216]。
- 28日
  - 騎手の中舘英二と梶晃啓（共に美浦）が引退。今後は中舘が3月1日付で調教師に転身、梶は未定[217]。
  - 梅内忍、梅田康雄、小野幸治、境直行、白井寿昭（以上栗東）、大久保洋吉、鈴木康弘、畠山重則（以上美浦）の調教師8名が定年引退[217][218]。
  - Aiba中標津（J-PLACE中標津）は悪天候（暴風雪）のため、予定していた場外発売・払戻業務を中止した[219][220]。

### 3月
- 2日 - Aiba中標津は悪天候（暴風雪）のため、予定していた場外発売・払戻業務を中止した[221]。またアプスポット網走場外も同様の理由により、17時30分以降の場外発売・払戻業務を中止した[222]。
- 4日
  - 川崎競馬は近隣で発生した交通事故及びそれに伴う渋滞により馬運車の到着が遅れたため、第1競走から第11競走（エンプレス杯）までの発走時刻を繰り下げて施行した[223][224]。
  - ワイルドフラッパー（JRA）はこの日のエンプレス杯出走を最後に引退。今後は繁殖入り[225]。
- 5日 - アダムスピーク（JRA）が競走馬登録を抹消。今後は乗馬に[226]。
- 7日 - 阪神競馬第11競走（チューリップ賞）で、池添謙一（栗東）がJRA史上29人目（現役騎手18人目）となる通算1万回騎乗を達成[227]。
- 12日 - ダッシャーゴーゴー（JRA）が競走馬登録を抹消。今後は乗馬に[228]。
- 13日 - レインボーペガサス（JRA）が競走馬登録を抹消。今後は乗馬に[229]。
- 14日
  - 阪神競馬第12競走で、福永祐一（栗東）がJRA史上12人目（現役騎手9人目）となる通算1万4000回騎乗を達成[230]。
  - Aiba登別室蘭は所在地周辺地域が停電したため、予定していた場外発売を中止した[231]。
- 18日 - シビルウォー（JRA）が競走馬登録を抹消。今後は種牡馬に[232]。
- 19日 - ティアップワイルド（JRA）が競走馬登録を抹消。今後は乗馬に[233]。
- 21日 - コスモオオゾラとケイアイドウソジン（いずれもJRA）が競走馬登録を抹消。今後は前者が乗馬、後者が種牡馬に[234]。
- 22日 - この日行われたばんえい帯広競馬で1日の総売上が1億1963万8600円を記録[235]し、2014年度の総売上額もこの日の売上を合計すると129億5089万7500円となり、ばんえい競馬が帯広単独開催となった2007年度以降では最高となった[236]。
- 28日 - 中京競馬第5競走でスマートリバティーに騎乗した熊沢重文（栗東）が1着となり、障害通算200勝（JRA史上4人目）を達成。熊沢はJRAの平地競走でも791勝を記録しており、平地と障害の両方で200勝を記録したのはJRA史上初[237]。
- 29日 - 中京競馬第3競走で、武豊（栗東）がJRA史上初となる通算1万9000回騎乗を達成[238]。
- 31日
  - 小林俊彦（岩手）[239]・脇田創[240]・張田京[241]・山田信大[241]・山下貴之[241]（いずれも船橋）・佐藤博紀（川崎）[242]・松浦聡志（兵庫）[243]の騎手7名が引退。脇田を除く6名は調教師に転身。
  - 調教師の野島三喜雄（愛知）が一身上の都合により引退[244]。

### 4月
- 1日 - ランフォルセ（JRA）が競走馬登録を抹消。今後は乗馬に[245]。
- 18日 - 中山競馬第11競走（中山グランドジャンプ）で、林満明（栗東）が騎手30年目にして初のGI制覇を達成[246]。
- 23日 - ケイアイレオーネ（JRA）が競走馬登録を抹消。今後は地方に移籍予定も移籍先は現時点で未定[247]。
- 29日 - ダークシャドウ（JRA）が競走馬登録を抹消。今後は乗馬に[248]。

### 5月
- 2日 - レッドキングダム（JRA）が屈腱炎を発症したことにより競走馬登録を抹消。今後は乗馬に[249][250]。
- 6日
  - 門別競馬第2競走でミオネイチャーが1着となり、管理調教師の堂山芳則は通算勝利数を1394勝とし、ホッカイドウ競馬の調教師における歴代最多勝記録を更新[251]。
  - 船橋競馬第11競走（第29回東京湾カップ）でドライヴシャフトが1着となり、騎乗した的場文男（大井）は58歳7カ月29日での重賞勝利を記録、自身の持つ地方競馬重賞勝利の最高齢記録を更新[252]。
- 7日
  - JRAは、女性騎手のリサ・オールプレス（ ニュージーランド）に対し5月9日から7月31日まで短期騎手免許を交付したと発表。リサは「リサ・マンビー」の名前で2002年にJRAで騎乗しており、日本での騎乗は13年ぶりとなる[253]。
  - ウインバリアシオン[254]、セイクリムズン[255]及びハープスター[256]（三頭共にJRA）が競走馬登録を抹消。今後はセイクリムズンが種牡馬、ハープスターが繁殖牝馬に。なお、ウインバリアシオンは当初乗馬になるはずだったが、一転して種牡馬に[257]。
- 8日 - ホエールキャプチャ[258]とサイレントメロディ[259]（いずれもJRA）が競走馬登録を抹消。今後は前者が繁殖入り、後者が乗馬に。
- 13日 - ダノンヨーヨー（JRA）が競走馬登録を抹消。今後は乗馬に[260]。
- 14日 - エイシンオスマン（JRA）が競走馬登録を抹消。今後は乗馬に[261]。
- 15日 - カミノタサハラ（JRA）が競走馬登録を抹消。今後は乗馬に[262]。
- 21日 - フリートストリート（JRA）が競走馬登録を抹消。今後は大井競馬へ移籍予定[263]。
- 28日
  - フェノーメノ（JRA）が競走馬登録を抹消。今後は種牡馬に[264]。
  - 調教師の長谷川茂（川崎）が引退[265]。
- 30日 - 京都競馬第8競走（京都ハイジャンプ）で、10歳のルールプロスパーが連覇を達成。また2着には11歳のマサライトが入線。10歳以上の馬同士による1着・2着はJRA史上初の記録[266][267]。
- 31日
  - 調教師の高橋三郎（大井）[268]と渋谷信隆（船橋）[269]が共に引退。
  - 東京競馬第11競走で、調教師の安田隆行（栗東）が通算600勝を達成。安田は騎手時代に通算680勝を記録しており、騎手と調教師の両方で通算600勝を記録したのはJRA史上初となる[270]。

### 6月
- 5日 - 騎手の菊地康朗（岩手）が騎手免許を返上し引退[271]。
- 14日 - 阪神競馬第12競走で、幸英明（栗東）がJRA史上8人目（現役騎手6人目）となる通算1万6000回騎乗を史上最速・最年少で達成[272]。
- 17日 
  - タイセイレジェンド[273]とダノンカモン[274]（いずれもJRA）が競走馬登録を抹消。今後は前者が大井競馬に移籍、後者が乗馬に。
  - 笠松競馬第2競走で、1着に6番人気、2着に8番人気が入線し、馬番連勝単式の配当が笠松競馬史上最高となる118万7550円を記録（的中1票）[275]。
- 21日
  - 東京競馬第8競走で、江田照男（美浦）がJRA史上13人目（現役騎手10人目）となる通算1万4000回騎乗を達成[276]。
  - この日の函館競馬場の入場者数が1万5215人、また女性入場者数も5436人を記録し、いずれも2010年のリニューアルオープン以降最多入場人員を更新した[277][278]。
- 24日 - ハナズゴール（JRA）が脚部不安により競走馬登録を抹消。今後は繁殖入り[279][280]。
- 25日 - 門別競馬第9競走及び第11競走、第12競走は濃霧の影響により取りやめ。勝馬投票券も全額返還に[281]。
- 30日 - 調教師の飯野文明（大井）が勇退[282]。

### 7月
- 1日 - レオアクティブ（JRA）が競走馬登録を抹消。今後は地方に移籍予定も移籍先は未定[283]。
- 6日 - 大井競馬第6競走の第4コーナーで、1頭が故障を発症（その後予後不良と診断）し転倒したのをきっかけにして直後にいた4頭が落馬する事故が発生。騎手の中村尚平、横川怜央、藤本現暉の3人が病院に搬送されたほか、楢崎功祐もその後の騎乗をキャンセルした[284][285]。
- 11日 - 中京競馬第4競走でキングカメハメハ産駒が勝利し、JRA史上9頭目の通算1200勝を史上最速で達成[286]。
- 15日 - レッドデイヴィス（JRA）が競走馬登録を抹消。今後は乗馬に[287]。
- 17日 - JRAは「台風11号による競馬開催への影響が見込まれる」として、7月18日施行の中京競馬における前日夜間発売を取りやめ[288]。
- 22日 - ストークアンドレイ（JRA）が競走馬登録を抹消。今後は繁殖入り[289]。
- 23日 - 門別競馬第9競走は濃霧のため取りやめ。またその前の第8競走では上がり3ハロンのタイムが濃霧の影響により計測されない事態となった[290]。
- 25日 - 福島競馬第2競走で、柴田善臣（美浦）が武豊に次いで史上2人目となるJRA通算1万9000回騎乗を達成[291]。→3月29日の出来事も参照
- 27日 - 7月28日の大井競馬第11競走で施行した「'15シーサイドカップ」に出走予定だった川崎所属の1頭が、欠格事項に該当し出走不可能となっていたにも関わらず、主催者の手違いにより出走投票を受け付けてしまったため、枠順確定後に競走除外となる不手際が発生[292]。
- 28日 - 門別競馬第12競走（ターフチャレンジI競走・スタリオンシリーズ競走「カネヒキリ賞」）は濃霧の影響により取りやめ。勝馬投票券も全額返還に[293]。
- 30日 - ミッキードリーム（JRA）が競走馬登録を抹消。今後は乗馬に[294]。
- 31日 
  - 川島雅人（北海道）、川添明弘（金沢）、尾島徹（笠松）、竹下太（愛知）、有馬澄男、北野真弘（いずれも兵庫）の騎手6名が引退、翌8月1日付で調教師に転身[152]。
  - エピファネイア（JRA）が競走馬登録を抹消。今後は種牡馬に[295]。

### 8月
- 3日 - 調教師の佐藤裕太（船橋）は、管理馬のカイカヨソウの引退、繁殖入りを表明した[296]。
- 8日 - 札幌競馬第11競走でペルーサが勝利したが、これは2010年5月1日の青葉賞以来1925日（5年3か月8日）ぶりの勝利で、JRA史上最長間隔勝利記録を更新[297][298]。
- 17日 - カポーティスター（JRA）が競走馬登録を抹消。今後は乗馬に[299]。
- 20日 - ゲシュタルト（JRA）が競走馬登録を抹消。今後は名古屋競馬へ移籍予定[300]。
- 25日 - 台風15号接近の影響により、佐賀競馬場及びその関連施設での大井、金沢競馬[301][302]並びにBAOO宇部での門別、大井競馬の場外発売を中止[303][304]。
- 27日 - サマリーズ（JRA）が競走馬登録を抹消。今後は繁殖入り[305]。
- 29日 - 札幌競馬第2競走で、蛯名正義（美浦）が騎乗した馬がつまづき落馬。右肋骨骨折、左大腿四頭筋挫傷、左上腕筋挫傷と診断され以後の騎乗が乗り替わりとなった。これにより、参加を予定していたワールドオールスタージョッキーズ（WASJ）は規定により横山典弘（美浦）に変更となった[306]。
- 30日 - 新潟競馬第11競走（新潟2歳ステークス）で、吉田豊（美浦）がJRA史上14人目（現役騎手11人目）となる通算1万4000回騎乗を達成[307]。
- 31日 - 騎手の須藤優（浦和）が引退[308]。

### 9月
- 1日 - 騎手の片桐正雪（高知、元福山）が引退[309][310]。片桐は病気療養を理由に2012年9月17日以降騎乗しておらず、また2013年に高知に移籍した後も騎乗しないまま引退となった[311]。
- 2日 
  - ゴールスキー（JRA）が競走馬登録を抹消。今後は川崎競馬へ移籍予定[312]。
  - 1976年の皐月賞を制したトウショウボーイなどを輩出した北海道新ひだか町のトウショウ牧場が近年の成績不振を理由に今年10月末をめどに閉鎖することが明らかに。ただし馬主事業については今後も継続[313]。
- 3日 - トーホウアマポーラ[314]とエスメラルディーナ[315]（いずれもJRA）が競走馬登録を抹消。今後はいずれも繁殖入り。
- 4日 - 騎手の日野太一（佐賀）が廃業[316]。
- 6日 - 騎手の藤田伸二が引退を表明[317][318]。
- 7日 - ナイキマドリード（船橋）が引退。今後は乗馬に[319]。
- 11日・12日 - 台風17号による大雨の影響により、オフト大郷（宮城県）における9月11日の船橋競馬の場外発売・払戻業務[320][321]及びテレトラック三本木（宮城県）における9月12日の水沢競馬の場外発売・払戻業務をそれぞれ中止[322]。
- 13日
  - この日行われたWIN5で、払戻限度額（6億円）引き上げ後最高配当となる3億9566万3730円を記録（的中1票）[323]。
  - 韓国遠征中の倉兼育康（高知）が、釜山慶南競馬第2競走で韓国通算300勝目を記録[324]。
- 18日 - この日のBAOO宇部での大井競馬第12競走の場外発売が、発売競走数の設定不備により発売できない不手際が発生。特別区競馬組合はホームページで謝罪した[325]。
- 21日 - 中山競馬第1競走で、1着から11番人気→9番人気→15番人気の順で入線し、三連勝単式の配当が中山競馬史上最高、JRA歴代2位となる2792万9360円を記録[326]。
- 24日 - キズナ（JRA）が屈腱炎を発症した影響により競走馬登録を抹消。今後は種牡馬に[327][328]。
- 30日 - 騎手の高嶋活士（美浦）[329]と調教師の山本健二（愛知）[330]が共に引退。高嶋は2013年2月の障害戦での落馬負傷以来休養が続いていた。

### 10月
- 3日
  - 阪神競馬第11競走（シリウスステークス）で、武豊がJRA史上初となる重賞競走通算300勝を達成[331]。
  - メテオロロジスト（JRA）が競走馬登録を抹消。今後は乗馬に[332]。
- 6日 - セイクリッドバレー（JRA）が競走馬登録を抹消。今後は乗馬に[333]。
- 7日 - マジンプロスパー（JRA）が競走馬登録を抹消。今後は種牡馬に[334]。
- 8日 - 台風23号の影響により、Aiba釧路、Aiba中標津及びDIKK秋田での場外発売・払戻業務を中止[335][336]。また門別競馬も強風の影響により第3競走以降を取りやめ。開催予定だった重賞の『サンライズカップ』は10月13日に延期して実施した[337]。
- 9日
  - 園田競馬第4競走の第4コーナーで、先頭を走っていた1頭がつまづいて転倒、落馬したのをきっかけに直後にいた4頭が次々に巻き込まれ落馬する事故。平原透雄、永島太郎、鴨宮祥行の騎手3名が病院に搬送されたが、平原、永島は骨折と診断された[338][339]。
  - ピッチシフター（愛知）がこの日の名古屋競馬第11競走（4着）をもって引退。今後は繁殖入り[340]。
- 10日
  - 東京競馬はこの日早朝に発生した常磐自動車道での事故渋滞により馬運車の到着が大幅に遅れたため、第1競走から第9競走までの発走時刻を最大60分繰り下げて施行。また競走馬4頭が所定の時刻に競馬場に到着できなかったため出走取消となった[341][342]。
  - トウケイヘイロー（JRA）が競走馬登録を抹消。今後は種牡馬に[343]。
- 11日 - 盛岡競馬第6競走は濃霧の影響により取りやめ。勝馬投票券も全額返還に[344]。
- 12日 - 東京競馬第5競走でディープインパクト産駒が勝利し、史上17頭目となるJRA通算1000勝を史上最速で達成[345]。
- 16日 - 日本最高齢の誘導馬だったマコーリー（兵庫）が、姫山菊花賞（園田）での本馬場入場を最後に引退[346][347]。
- 18日 - 京都競馬第11競走（第20回秋華賞）でミッキークイーンが勝利し、ディープインパクト産駒がJRA史上初となる重賞競走通算100勝を達成[348]。
- 20日 - 調教師の柴田政見（栗東）が勇退[349]。
- 21日 - トゥザワールド（JRA）が競走馬登録を抹消。今後は種牡馬に[350]。
- 22日 - ディアデラマドレ[351]とスイートサルサ[352]（共にJRA）が競走馬登録を抹消。今後はいずれも繁殖入り。
- 28日 - アルキメデス（JRA）が競走馬登録を抹消。今後は乗馬に[353]。
- 31日 - グランシュヴァリエ[354]とエーシンアクセラン[355]（共に高知）が引退。今後は前者が種牡馬に、後者は未定。また、調教師の大和田五郎（川崎）も引退[356]。

### 11月
- 3日
  - メイショウマシュウ（JRA）が競走馬登録を抹消。今後は乗馬に[357]。
  - この日行われた大井競馬の売得金額が48億1379万5600円（SPAT4LOTOは含まず）[注 4]を記録し、地方競馬レコードを更新[358]。
- 6日 - グランデッツァ（JRA）が競走馬登録を抹消。今後は種牡馬に[359]。
- 8日 - スピルバーグ（JRA）が競走馬登録を抹消。今後は種牡馬に[360]。
- 11日 - ローブティサージュ（JRA）が競走馬登録を抹消。今後は繁殖入り[361]。
- 14日 - この日行われた福島競馬の出走頭数が189頭を記録し、同競馬における最多レコードを更新[362]。
- 15日 - 東京競馬第11競走で、田中勝春（美浦）がJRA史上5人目（現役騎手4人目）となる通算1万8000回騎乗を達成[363]。
- 17日 - 騎手の瀬沢宙（兵庫）が騎手免許取消申請を行い、受理され引退[364]。
- 18日 - フーラブライド（JRA）が競走馬登録を抹消。今後は繁殖入り[365]。
- 23日
  - 東京競馬第6競走で、蛯名正義が武豊、柴田善臣に続き史上3人目となるJRA通算1万9000回騎乗を達成[366]。→3月29日及び7月25日の出来事も参照
  - 大井競馬第3競走の第3コーナーで、外に斜行した馬のあおりを受けて中野省吾（船橋）が落馬。この影響で直後にいた4頭も落馬する事故が発生。中野は右鎖骨骨折などで病院に搬送された他、小杉亮（船橋）と江里口裕輝（大井）も頸椎捻挫などのけが。これにより中野と江里口はその後の競走及び翌24日の騎乗を取りやめ騎手変更となった[367]。なお加害馬に騎乗した東原悠善（大井）は11月26日から実効4日間の騎乗停止処分[368]。
- 26日 - カレンブラックヒル（JRA）が競走馬登録を抹消。今後は種牡馬に[369]。
- 27日 - コレクターアイテム（JRA）が競走馬登録を抹消。今後は繁殖入り[370]。
- 28日
  - 東京競馬第7競走でフジキセキ産駒が勝利し、史上4頭目となるJRA通算1500勝を達成[371]。
  - リアルインパクト（JRA）が競走馬登録を抹消。今後は種牡馬に[372]。
- 30日 - 騎手の宮川浩一（高知）が引退。翌12月1日付で調教師に転身[373]。また調教師の森谷良臣（大井）もこの日をもって勇退[374]。

### 12月
- 3日 - ヴァンセンヌ（JRA）が右前脚に屈腱炎を発症したことにより競走馬登録を抹消。今後は種牡馬に[375][376]。
- 4日 - コパノリチャード[377]とガルボ[378]（いずれもJRA）が競走馬登録を抹消。コパノリチャードは種牡馬に。一方ガルボは当初乗馬へ転身する予定だったが、2016年1月18日にオーナーサイドの要望により種牡馬入りすることが明らかになった[379]。
- 9日
  - サクラプレジール（JRA）が競走馬登録を抹消。今後は繁殖入り[380]。
  - 香港遠征中の戸崎圭太（美浦）が、ハッピーバレー競馬場で行われた『ロンジン・インターナショナル・ジョッキーズ・チャンピオンシップ』第2戦で1着（同着）となり、日本国外で初勝利を達成[381]。
- 10日 - エーシンジーライン[382]とマーブルカテドラル[383]（いずれもJRA）が競走馬登録を抹消。今後は前者が種牡馬、後者が繁殖入り。
- 17日 - サンビスタとシャトーブランシュ（いずれもJRA）が競走馬登録を抹消。今後は両馬とも繁殖入り[384][385][386]。
- 18日
  - ラキシス（JRA）が競走馬登録を抹消。今後は繁殖入り[384][387]。
  - システム障害により、10時頃から一部の場外馬券発売所で浦和競馬のレース映像が映らなくなるトラブルが発生[388]。トラブルは約3時間後の13時過ぎに解消された[389]。
  - 騎手の深見勇也（愛知）が一身上の都合により引退[390]。
- 19日 - 阪神競馬第8競走でキングカメハメハ産駒が1着となり、JRA史上7頭目となる通算1300勝を史上最速で達成[391]。→7月11日の出来事も参照
- 23日 - ノーザンリバー（JRA）が競走馬登録を抹消。今後は種牡馬に[392]。
- 24日 - 調教師の青山義明（金沢）が引退[393]。
- 26日
  - 中山競馬第1競走で、横山典弘がJRA史上6人目（現役騎手5人目）となる通算1万8000回騎乗を達成[394]。
  - 阪神競馬第11競走（阪神カップ）で、岩田康誠（栗東）が幸英明、北村宏司に続き史上3人目となるJRA年間1000回騎乗を達成[395]。
  - ケイアイエレガント（JRA）が競走馬登録を抹消。今後は繁殖入り[396]。
- 27日
  - ゴールドシップ（JRA）が競走馬登録を抹消。今後は種牡馬に[397]。
  - 水沢競馬は走路悪化のため第9競走以降を取りやめ。勝馬投票券も返還に[398]。
- 29日 - この日行われた第61回東京大賞典の売上げが27億4963万900円を記録し、2年前の同競走での26億824万5900円を上回り地方競馬史上最高を更新。また大井競馬1日の売得金額も48億2683万8300円（SPAT4LOTOは含まず）[注 5]を記録し11月3日のJBC競走をさらに上回った[399][400]。→11月3日の出来事も参照
- 31日 - 騎手の山本茜（愛知）が騎手免許失効により引退。山本は2012年11月に馬に顔面を蹴られる大ケガを負い、その後復帰を目指していたが騎手免許継続が認められず引退となった[401][402]。

## 競走成績

### 中央競馬（GI）
| 競走名                                 | 競走名                                 | 競走名                                 | 優勝馬             | 性齢  | 騎手                                 | 調教師                               | 所属                     |
| 月日                                   | 競馬場                                 | コース・距離                           | 優勝馬             | 性齢  | 馬主                                 | 馬主                                 | タイム                   |
| -------------------------------------- | -------------------------------------- | -------------------------------------- | ------------------ | ----- | ------------------------------------ | ------------------------------------ | ------------------------ |
| 第32回フェブラリーステークス           | 第32回フェブラリーステークス           | 第32回フェブラリーステークス           | コパノリッキー     | 牡5   | 武豊                                 | 村山明                               | JRA栗東                  |
| 2月22日                                | 東京競馬場                             | ダート1600m                            | コパノリッキー     | 牡5   | 小林祥晃                             | 小林祥晃                             | 1:36.3                   |
| 第45回高松宮記念                       | 第45回高松宮記念                       | 第45回高松宮記念                       | エアロヴェロシティ | せん7 | ザカリー・パートン                   | ポール・オサリバン                   | 香港                     |
| 3月29日                                | 中京競馬場                             | 芝1200m                                | エアロヴェロシティ | せん7 | ンガイ・ダニエル・ヨン               | ンガイ・ダニエル・ヨン               | 1:08.5                   |
| 第75回桜花賞                           | 第75回桜花賞                           | 第75回桜花賞                           | レッツゴードンキ   | 牝3   | 岩田康誠                             | 梅田智之                             | JRA栗東                  |
| 4月12日                                | 阪神競馬場                             | 芝1600m                                | レッツゴードンキ   | 牝3   | 廣崎利洋                             | 廣崎利洋                             | 1:36.0                   |
| 第75回皐月賞                           | 第75回皐月賞                           | 第75回皐月賞                           | ドゥラメンテ       | 牡3   | ミルコ・デムーロ                     | 堀宣行                               | JRA美浦                  |
| 4月19日                                | 中山競馬場                             | 芝2000m                                | ドゥラメンテ       | 牡3   | （有）サンデーレーシング             | （有）サンデーレーシング             | 1:58.2                   |
| 第151回天皇賞（春）                    | 第151回天皇賞（春）                    | 第151回天皇賞（春）                    | ゴールドシップ     | 牡6   | 横山典弘                             | 須貝尚介                             | JRA栗東                  |
| 5月3日                                 | 京都競馬場                             | 芝3200m                                | ゴールドシップ     | 牡6   | （合同）小林英一ホールディングス     | （合同）小林英一ホールディングス     | 3:14.7                   |
| 第20回NHKマイルカップ                  | 第20回NHKマイルカップ                  | 第20回NHKマイルカップ                  | クラリティスカイ   | 牡3   | 横山典弘                             | 友道康夫                             | JRA栗東                  |
| 5月10日                                | 東京競馬場                             | 芝1600m                                | クラリティスカイ   | 牡3   | 杉山忠国                             | 杉山忠国                             | 1:33.5                   |
| 第10回ヴィクトリアマイル               | 第10回ヴィクトリアマイル               | 第10回ヴィクトリアマイル               | ストレイトガール   | 牝6   | 戸崎圭太                             | 藤原英昭                             | JRA栗東                  |
| 5月17日                                | 東京競馬場                             | 芝1600m                                | ストレイトガール   | 牝6   | 廣崎利洋                             | 廣崎利洋                             | 1:31.9                   |
| 第76回優駿牝馬（オークス）             | 第76回優駿牝馬（オークス）             | 第76回優駿牝馬（オークス）             | ミッキークイーン   | 牝3   | 浜中俊                               | 池江泰寿                             | JRA栗東                  |
| 5月24日                                | 東京競馬場                             | 芝2400m                                | ミッキークイーン   | 牝3   | 野田みづき                           | 野田みづき                           | 2:25.0                   |
| 第82回東京優駿（日本ダービー）         | 第82回東京優駿（日本ダービー）         | 第82回東京優駿（日本ダービー）         | ドゥラメンテ       | 牡3   | ミルコ・デムーロ                     | 堀宣行                               | JRA美浦                  |
| 5月31日                                | 東京競馬場                             | 芝2400m                                | ドゥラメンテ       | 牡3   | （有）サンデーレーシング             | （有）サンデーレーシング             | 2:23.2（レースレコード） |
| 第65回安田記念                         | 第65回安田記念                         | 第65回安田記念                         | モーリス           | 牡4   | 川田将雅                             | 堀宣行                               | JRA美浦                  |
| 6月7日                                 | 東京競馬場                             | 芝1600m                                | モーリス           | 牡4   | 吉田和美                             | 吉田和美                             | 1:32.0                   |
| 第56回宝塚記念                         | 第56回宝塚記念                         | 第56回宝塚記念                         | ラブリーデイ       | 牡5   | 川田将雅                             | 池江泰寿                             | JRA栗東                  |
| 6月28日                                | 阪神競馬場                             | 芝2200m                                | ラブリーデイ       | 牡5   | 金子真人ホールディングス（株）       | 金子真人ホールディングス（株）       | 2:14.4                   |
| 第49回スプリンターズステークス         | 第49回スプリンターズステークス         | 第49回スプリンターズステークス         | ストレイトガール   | 牝6   | 戸崎圭太                             | 藤原英昭                             | JRA栗東                  |
| 10月4日                                | 中山競馬場                             | 芝1200m                                | ストレイトガール   | 牝6   | 廣崎利洋HD（株）                     | 廣崎利洋HD（株）                     | 1:08.1                   |
| 第20回秋華賞                           | 第20回秋華賞                           | 第20回秋華賞                           | ミッキークイーン   | 牝3   | 浜中俊                               | 池江泰寿                             | JRA栗東                  |
| 10月18日                               | 京都競馬場                             | 芝2000m                                | ミッキークイーン   | 牝3   | 野田みづき                           | 野田みづき                           | 1:56.9（レースレコード） |
| 第76回菊花賞                           | 第76回菊花賞                           | 第76回菊花賞                           | キタサンブラック   | 牡3   | 北村宏司                             | 清水久詞                             | JRA栗東                  |
| 10月25日                               | 京都競馬場                             | 芝3000m                                | キタサンブラック   | 牡3   | （有）大野商事                       | （有）大野商事                       | 3:03.9                   |
| 第152回天皇賞（秋）                    | 第152回天皇賞（秋）                    | 第152回天皇賞（秋）                    | ラブリーデイ       | 牡5   | 浜中俊                               | 池江泰寿                             | JRA栗東                  |
| 11月1日                                | 東京競馬場                             | 芝2000m                                | ラブリーデイ       | 牡5   | 金子真人ホールディングス（株）       | 金子真人ホールディングス（株）       | 1:58.4                   |
| 第40回エリザベス女王杯                 | 第40回エリザベス女王杯                 | 第40回エリザベス女王杯                 | マリアライト       | 牝4   | 蛯名正義                             | 久保田貴士                           | JRA美浦                  |
| 11月15日                               | 京都競馬場                             | 芝2200m                                | マリアライト       | 牝4   | （有）キャロットファーム             | （有）キャロットファーム             | 2:14.9                   |
| 第32回マイルチャンピオンシップ         | 第32回マイルチャンピオンシップ         | 第32回マイルチャンピオンシップ         | モーリス           | 牡4   | ライアン・ムーア                     | 堀宣行                               | JRA美浦                  |
| 11月22日                               | 京都競馬場                             | 芝1600m                                | モーリス           | 牡4   | 吉田和美                             | 吉田和美                             | 1:32.8                   |
| 第35回ジャパンカップ                   | 第35回ジャパンカップ                   | 第35回ジャパンカップ                   | ショウナンパンドラ | 牝4   | 池添謙一                             | 高野友和                             | JRA栗東                  |
| 11月29日                               | 東京競馬場                             | 芝2400m                                | ショウナンパンドラ | 牝4   | 国本哲秀                             | 国本哲秀                             | 2:24.7                   |
| 第16回チャンピオンズカップ             | 第16回チャンピオンズカップ             | 第16回チャンピオンズカップ             | サンビスタ         | 牝6   | ミルコ・デムーロ                     | 角居勝彦                             | JRA栗東                  |
| 12月6日                                | 中京競馬場                             | ダート1800m                            | サンビスタ         | 牝6   | （株）ヒダカ・ブリーダーズ・ユニオン | （株）ヒダカ・ブリーダーズ・ユニオン | 1:50.4                   |
| 第67回阪神ジュベナイルフィリーズ       | 第67回阪神ジュベナイルフィリーズ       | 第67回阪神ジュベナイルフィリーズ       | メジャーエンブレム | 牝2   | クリストフ・ルメール                 | 田村康仁                             | JRA美浦                  |
| 12月13日                               | 阪神競馬場                             | 芝1600m                                | メジャーエンブレム | 牝2   | （有）サンデーレーシング             | （有）サンデーレーシング             | 1:34.5                   |
| 第67回朝日杯フューチュリティステークス | 第67回朝日杯フューチュリティステークス | 第67回朝日杯フューチュリティステークス | リオンディーズ     | 牡2   | ミルコ・デムーロ                     | 角居勝彦                             | JRA栗東                  |
| 12月20日                               | 阪神競馬場                             | 芝1600m                                | リオンディーズ     | 牡2   | （有）キャロットファーム             | （有）キャロットファーム             | 1:34.4                   |
| 第60回有馬記念                         | 第60回有馬記念                         | 第60回有馬記念                         | ゴールドアクター   | 牡4   | 吉田隼人                             | 中川公成                             | JRA美浦                  |
| 12月27日                               | 中山競馬場                             | 芝2500m                                | ゴールドアクター   | 牡4   | 居城要                               | 居城要                               | 2:33.0                   |

### 中央競馬・障害（J・GI）
| 競走名                     | 競走名                     | 競走名                     | 優勝馬           | 性齢 | 騎手     | 調教師     | 所属                     |
| 月日                       | 競馬場                     | コース・距離               | 優勝馬           | 性齢 | 馬主     | 馬主       | タイム                   |
| -------------------------- | -------------------------- | -------------------------- | ---------------- | ---- | -------- | ---------- | ------------------------ |
| 第17回中山グランドジャンプ | 第17回中山グランドジャンプ | 第17回中山グランドジャンプ | アップトゥデイト | 牡5  | 林満明   | 佐々木晶三 | JRA栗東                  |
| 4月18日                    | 中山競馬場                 | 障害芝4250m                | アップトゥデイト | 牡5  | 今西和雄 | 今西和雄   | 4:46.6（レースレコード） |
| 第138回中山大障害          | 第138回中山大障害          | 第138回中山大障害          | アップトゥデイト | 牡5  | 林満明   | 佐々木晶三 | JRA栗東                  |
| 12月26日                   | 中山競馬場                 | 障害芝4100m                | アップトゥデイト | 牡5  | 今西和雄 | 今西和雄   | 4:37.9                   |

### 地方競馬・ダートグレード競走（GI・JpnI）
| 競走名                               | 競走名                               | 競走名                               | 優勝馬             | 性齢  | 騎手                 | 調教師   | 所属    |
| 月日                                 | 競馬場                               | 距離                                 | 優勝馬             | 性齢  | 馬主                 | 馬主     | タイム  |
| ------------------------------------ | ------------------------------------ | ------------------------------------ | ------------------ | ----- | -------------------- | -------- | ------- |
| 第64回川崎記念                       | 第64回川崎記念                       | 第64回川崎記念                       | ホッコータルマエ   | 牡6   | 幸英明               | 西浦勝一 | JRA栗東 |
| 1月28日                              | 川崎競馬場                           | 2100m                                | ホッコータルマエ   | 牡6   | 矢部道晃             | 矢部道晃 | 2:16.9  |
| 第27回かしわ記念                     | 第27回かしわ記念                     | 第27回かしわ記念                     | ワンダーアキュート | 牡9   | 和田竜二             | 佐藤正雄 | JRA栗東 |
| 5月5日                               | 船橋競馬場                           | 1600m                                | ワンダーアキュート | 牡9   | 山本信行             | 山本信行 | 1:37.4  |
| 第38回帝王賞                         | 第38回帝王賞                         | 第38回帝王賞                         | ホッコータルマエ   | 牡6   | 幸英明               | 西浦勝一 | JRA栗東 |
| 6月24日                              | 大井競馬場                           | 2000m                                | ホッコータルマエ   | 牡6   | 矢部道晃             | 矢部道晃 | 2:02.7  |
| 第17回ジャパンダートダービー         | 第17回ジャパンダートダービー         | 第17回ジャパンダートダービー         | ノンコノユメ       | 牡3   | クリストフ・ルメール | 加藤征弘 | JRA美浦 |
| 7月8日                               | 大井競馬場                           | 2000m                                | ノンコノユメ       | 牡3   | 山田和正             | 山田和正 | 2:05.6  |
| 第28回マイルチャンピオンシップ南部杯 | 第28回マイルチャンピオンシップ南部杯 | 第28回マイルチャンピオンシップ南部杯 | ベストウォーリア   | 牡5   | 福永祐一             | 石坂正   | JRA栗東 |
| 10月12日                             | 盛岡競馬場                           | 1600m                                | ベストウォーリア   | 牡5   | 馬場幸夫             | 馬場幸夫 | 1:36.8  |
| 第5回JBCレディスクラシック           | 第5回JBCレディスクラシック           | 第5回JBCレディスクラシック           | ホワイトフーガ     | 牝3   | 大野拓弥             | 高木登   | JRA美浦 |
| 11月3日                              | 大井競馬場                           | 1800m                                | ホワイトフーガ     | 牝3   | 西森鶴               | 西森鶴   | 1:51.5  |
| 第15回JBCスプリント                  | 第15回JBCスプリント                  | 第15回JBCスプリント                  | コーリンベリー     | 牝4   | 松山弘平             | 小野次郎 | JRA美浦 |
| 11月3日                              | 大井競馬場                           | 1200m                                | コーリンベリー     | 牝4   | 伊藤恵子             | 伊藤恵子 | 1:10.9  |
| 第15回JBCクラシック                  | 第15回JBCクラシック                  | 第15回JBCクラシック                  | コパノリッキー     | 牡5   | 武豊                 | 村山明   | JRA栗東 |
| 11月3日                              | 大井競馬場                           | 2000m                                | コパノリッキー     | 牡5   | 小林祥晃             | 小林祥晃 | 2:04.4  |
| 第66回全日本2歳優駿                  | 第66回全日本2歳優駿                  | 第66回全日本2歳優駿                  | サウンドスカイ     | 牡2   | 戸崎圭太             | 佐藤正雄 | JRA栗東 |
| 12月16日                             | 川崎競馬場                           | 1600m                                | サウンドスカイ     | 牡2   | 増田雄一             | 増田雄一 | 1:43.1  |
| 第61回東京大賞典                     | 第61回東京大賞典                     | 第61回東京大賞典                     | サウンドトゥルー   | せん5 | 大野拓弥             | 高木登   | JRA美浦 |
| 12月29日                             | 大井競馬場                           | 2000m                                | サウンドトゥルー   | せん5 | 山田弘               | 山田弘   | 2:03.0  |

### ばんえい競馬（BG1）
| 競走名                   | 競走名                   | 競走名                   | 優勝馬             | 性齢  | 騎手           | 調教師         | タイム ばんえい重量 |
| 月日                     | 競馬場                   | 距離                     | 優勝馬             | 性齢  | 馬主           | 馬主           | タイム ばんえい重量 |
| ------------------------ | ------------------------ | ------------------------ | ------------------ | ----- | -------------- | -------------- | ------------------- |
| 第37回帯広記念           | 第37回帯広記念           | 第37回帯広記念           | フクドリ           | せん9 | 安部憲二       | 皆川公二       | 2:51.6 900kg        |
| 1月2日                   | 帯広競馬場               | 200m                     | フクドリ           | せん9 | 広瀬豪         | 広瀬豪         | 2:51.6 900kg        |
| 第8回天馬賞              | 第8回天馬賞              | 第8回天馬賞              | オレノココロ       | 牡5   | 鈴木恵介       | 槻舘重人       | 1:47.2 760kg        |
| 1月3日                   | 帯広競馬場               | 200m                     | オレノココロ       | 牡5   | 大森勝廣       | 大森勝廣       | 1:47.2 760kg        |
| 第46回イレネー記念       | 第46回イレネー記念       | 第46回イレネー記念       | センゴクエース     | 牡3   | 鈴木恵介       | 槻舘重人       | 1:54.1 690kg        |
| 3月8日                   | 帯広競馬場               | 200m                     | センゴクエース     | 牡3   | 千石貞子       | 千石貞子       | 1:54.1 690kg        |
| 第47回ばんえい記念       | 第47回ばんえい記念       | 第47回ばんえい記念       | キタノタイショウ   | 牡9   | 大河原和雄     | 服部義幸       | 3:49.9 1000kg       |
| 3月22日                  | 帯広競馬場               | 200m                     | キタノタイショウ   | 牡9   | 木下英三       | 木下英三       | 3:49.9 1000kg       |
| 第27回ばんえいグランプリ | 第27回ばんえいグランプリ | 第27回ばんえいグランプリ | フジダイビクトリー | 牡7   | 松田道明       | 皆川公二       | 2:30.7 810kg        |
| 8月15日                  | 帯広競馬場               | 200m                     | フジダイビクトリー | 牡7   | （株）三上建設 | （株）三上建設 | 2:30.7 810kg        |
| 第40回ばんえいオークス   | 第40回ばんえいオークス   | 第40回ばんえいオークス   | ホクショウモモ     | 牝3   | 松田道明       | 松井浩文       | 1:40.5 670kg        |
| 11月29日                 | 帯広競馬場               | 200m                     | ホクショウモモ     | 牝3   | 井内昭夫       | 井内昭夫       | 1:40.5 670kg        |
| 第44回ばんえいダービー   | 第44回ばんえいダービー   | 第44回ばんえいダービー   | センゴクエース     | 牡3   | 鈴木恵介       | 槻舘重人       | 1:49.7 730kg        |
| 12月20日                 | 帯広競馬場               | 200m                     | センゴクエース     | 牡3   | 千石貞子       | 千石貞子       | 1:49.7 730kg        |

### 騎手招待・交流競走
- 第13回佐々木竹見カップ ジョッキーズグランプリ（1月27日、川崎競馬場） 総合優勝：山崎誠士（川崎）[445]
- レディス&ヤングジョッキーズ2015（1月29日、名古屋競馬場） 総合優勝：レディスチーム（鈴木麻優・木之前葵・別府真衣・下村瑠依・岩永千明）[446]
- 第29回全日本新人王争覇戦（2月11日、高知競馬場） 総合優勝：井上幹太（北海道）[447]
- なでしこチャレンジカップ（2月28日、佐賀競馬場） 総合優勝：鈴木麻優（岩手）[448]
- ジョッキーズバトル 洋一カップ（4月29日、高知競馬場） 総合優勝：高知選抜（赤岡修次・倉兼育康・永森大智・西川敏弘）[449]
- スーパージョッキーズトライアル（SJT）2015
  - ワイルドカード（5月26日、金沢競馬場） 本戦出場権獲得：川原正一（兵庫）、青柳正義（金沢）、山本聡哉（岩手）[450]
  - 本戦（第1ステージ：7月7日・大井競馬場、第2ステージ：7月23日・園田競馬場） 総合優勝：藤田弘治（金沢）[451]
- ジャパンジョッキーズカップ2015（7月20日、盛岡競馬場） 総合優勝：Team JRA（福永祐一・岩田康誠・柴山雄一・戸崎圭太）[452]
- COME HOME 九州里帰りジョッキーズカップ（8月2日、佐賀競馬場） 総合優勝：真島大輔（大井）[453]
- 2015ワールドオールスタージョッキーズ（8月29日・30日、札幌競馬場）[454]
  - 個人戦優勝：ジョアン・モレイラ（香港）
  - チーム対抗戦優勝：JRA選抜（武豊・戸崎圭太・岩田康誠・福永祐一・横山典弘[注 7]・ミルコ・デムーロ・柴山雄一）
- 第7回UFOKK（浦和・船橋・大井・川崎・高知）ジョッキーズ競走（10月17日、高知競馬場） 総合優勝：赤岡修次（高知）[455]
- 第24回ゴールデンジョッキーカップ（12月15日、園田競馬場） 総合優勝：岩田康誠（JRA栗東）[456]

## 表彰

### 平成27年度JRA顕彰馬
2015年9月14日発表。
- 顕彰馬：オルフェーヴル

### JRA賞
競走馬部門及び馬事文化賞は2016年1月6日、調教師・騎手部門は2016年1月3日にそれぞれ発表。
競走馬部門
- 年度代表馬・最優秀短距離馬：モーリス（牡4歳、美浦：堀宣行厩舎）
- 最優秀2歳牡馬：リオンディーズ（牡2歳、栗東：角居勝彦厩舎）
- 最優秀2歳牝馬：メジャーエンブレム（牝2歳、美浦：田村康仁厩舎）
- 最優秀3歳牡馬：ドゥラメンテ（牡3歳、美浦：堀宣行厩舎）
- 最優秀3歳牝馬：ミッキークイーン（牝3歳、栗東：池江泰寿厩舎）
- 最優秀4歳以上牡馬：ラブリーデイ（牡5歳、栗東：池江泰寿厩舎）
- 最優秀4歳以上牝馬：ショウナンパンドラ（牝4歳、栗東：高野友和厩舎）
- 最優秀ダートホース：コパノリッキー（牡5歳、栗東：村山明厩舎）
- 最優秀障害馬：アップトゥデイト（牡5歳、栗東：佐々木晶三厩舎）

調教師・騎手部門
- 最多勝利調教師・最高勝率調教師：堀宣行（美浦）
- 最多賞金獲得調教師：池江泰寿（栗東）
- 優秀技術調教師：松永幹夫（栗東）
- MVJ・最多勝利騎手：戸崎圭太（美浦）
- 最高勝率騎手：クリストフ・ルメール（栗東）
- 最多賞金獲得騎手：ミルコ・デムーロ（栗東）
- 最多勝利障害騎手：五十嵐雄祐（美浦）※対象は10勝以上
- 最多勝利新人騎手：鮫島克駿（栗東）※対象は30勝以上

JRA賞馬事文化賞
- 受賞作品：『颶風の王』（ぐふうのおう）
- 受賞者：河崎秋子（羊飼い・小説家）

### NARグランプリ
2016年1月12日発表。
表彰馬部門
- 年度代表馬・4歳以上最優秀牡馬：ハッピースプリント（牡4歳、大井：森下淳平厩舎）
- 2歳最優秀牡馬：アンサンブルライフ（牡2歳、浦和：小久保智厩舎）
- 2歳最優秀牝馬：タイニーダンサー（牝2歳、北海道：角川秀樹厩舎）
- 3歳最優秀牡馬：ラッキープリンス（牡3歳、浦和：小久保智厩舎）
- 3歳最優秀牝馬：ララベル（牝3歳、大井：荒山勝徳厩舎）
- 4歳以上最優秀牝馬：サンバビーン（牝5歳、北海道：田中淳司厩舎）
- ばんえい最優秀馬：キタノタイショウ（牡9歳、服部義幸厩舎）
- 最優秀短距離馬：ポアゾンブラック（牡6歳、北海道：田中淳司厩舎）
- 最優秀ターフ馬：該当馬なし
- ダートグレード競走特別賞：ホッコータルマエ（牡6歳、JRA栗東：西浦勝一厩舎）
- 特別表彰馬：オグリローマン

表彰者部門
- 最優秀勝利回数調教師賞：角田輝也（愛知）
- 最優秀賞金収得調教師賞：小久保智（浦和）
- 最優秀勝率調教師賞：柏原誠路（兵庫）
- 殊勲調教師賞：該当者なし
- 最優秀勝利回数騎手賞・最優秀賞金収得騎手賞：森泰斗（船橋）
- 最優秀勝率騎手賞・ベストフェアプレイ賞：山口勲（佐賀）
- 優秀新人騎手賞：中島龍也（金沢）
- 優秀女性騎手賞：木之前葵（愛知）、別府真衣（高知）
- 殊勲騎手賞：該当者なし
- 特別賞：田中学（兵庫）、岡部誠（愛知）、安部幸夫（愛知）

### その他、競馬関係者に対する表彰
- 福島競馬記者クラブ特別賞 - 中舘英二[462]
- 文部科学大臣スポーツ功労者顕彰[463][464]
  - 顕彰者：鈴木康弘（元JRA調教師）、桑島孝春（地方競馬全国協会参与、元船橋競馬騎手）
- 第48回日本プロスポーツ大賞[464][465]
  - 功労賞：戸崎圭太（JRA美浦）、向山牧（笠松）
  - 新人賞：石川裕紀人（JRA美浦）、中島龍也（金沢）

## 新規免許取得者
騎手・調教師のみ記載。
地方競馬・外国からJRAへ移籍した者、引退（または失効・免許返上）後に再取得した者は除く。
地方競馬は年度単位（4月 - 翌年3月）となっているが、免許日を基準に記載する。
記載は氏名（所属地、免許日）の順。

### 騎手
- 野中悠太郞（JRA美浦、3月1日）[466]
- 加藤祥太（JRA栗東、3月1日）[467]
- 鮫島克駿（JRA栗東、3月1日）[468]
- 三津谷隼人（JRA栗東、3月1日）[469]
- 山本咲希到（北海道、4月1日）[166]
- 小林凌（岩手、4月1日）[166]
- 臼井健太郎（船橋、4月1日）[166]
- 林謙佑（船橋、4月1日）[166]
- 藤本現暉（大井、4月1日）[166]
- 栗原大河（金沢、4月1日）[166]
- 柴田勇真（金沢、4月1日）[166]
- 松木大地（高知、4月1日）[166]
- 山口以和（佐賀、4月1日）[166]

### 調教師
- 黒川智貴（北海道、1月1日）[470]
- 工藤裕孝（岩手、1月1日）[470]
- 栗本陽一（笠松、1月1日）[470]
- 池上昌和（JRA美浦、3月1日）[471]
- 竹内正洋（JRA美浦、3月1日）[471]
- 中舘英二（JRA美浦、3月1日）[471]
- 齋藤崇史（JRA栗東、3月1日）[471]
- 橋口慎介（JRA栗東、3月1日）[471]
- 渡辺薫彦（JRA栗東、3月1日）[471]
- 小林俊彦（岩手、3月31日）[166]
- 松浦聡志（兵庫、3月31日）[166]
- 工藤真司（高知、3月31日）[166]
- 張田京（船橋、4月1日）[166]
- 山下貴之（船橋、4月1日）[166]
- 山田信大（船橋、4月1日）[166]
- 田中正人（大井、4月1日）[166]
- 平田正一（川崎、4月1日）[166]
- 村田順一（川崎、4月1日）[166]
- 佐藤博紀（川崎、4月1日）[166]
- 川島雅人（北海道、8月1日）[152]
- 飯田弘道（岩手、8月1日）[152]
- 川添明弘（金沢、8月1日）[152]
- 尾島徹（笠松、8月1日）[152]
- 竹下太（愛知、8月1日）[152]
- 有馬澄男（兵庫、8月1日）[152]
- 北野真弘（兵庫、8月1日）[152]
- 徳本慶一（兵庫、8月1日）[152]
- 橘友和（岩手、12月1日）[472]
- 宮川浩一（高知、12月1日）[373][472]

## 通算勝利数の記録
地方競馬は「地方通算」のものと「中央・地方通算」があるが、それぞれ出典に拠った。
同一人物が複数の記録を達成した場合は原則として最後に記録されたものを記載するが、地方競馬から中央競馬へ移籍した騎手でそれぞれに記載可能な記録が発生した場合はこの限りでない。
記載は氏名（達成地、達成日）の順。

### 騎手
初勝利
ダリル・ホランド（大井、1月23日） ※地方競馬初勝利
鮫島克駿（JRA中京、3月14日）
加藤祥太（JRA阪神、3月14日）
山口以和（佐賀、4月5日）
栗原大河（金沢、4月12日）
柴田勇真（金沢、4月14日）
小林凌（水沢、4月20日）
高橋昭平（大井、4月20日）
山本咲希到（門別、5月6日）
臼井健太郎（川崎、5月11日）
藤本現暉（大井、6月26日）
松木大地（高知、6月28日）
藤井勘一郎（門別、7月15日） ※日本初勝利
野中悠太郎（JRA福島、7月19日）
林謙佑（船橋、7月20日）
ジョアン・モレイラ（JRA札幌、8月29日） ※JRA初勝利
藤田弘治（JRA札幌、8月29日） ※金沢所属。JRA初勝利
ヘイリー・ターナー（JRA札幌、8月30日） ※JRA初勝利
三津谷隼人（JRA小倉、9月5日）
アンドレア・アッゼニ（JRA京都、11月14日） ※JRA初勝利
トミー・ベリー（JRA東京、11月15日） ※JRA初勝利
ヒュー・ボウマン（JRA京都、11月21日） ※JRA初騎乗で初勝利
100勝
木之前葵（名古屋、6月23日）
石川倭（門別、6月24日）
早田功駿（大井、6月25日）
中谷雄太（JRA中京、7月25日）
黛弘人（JRA札幌、8月8日）
張田昂（川崎、11月17日）
松若風馬（JRA京都、11月23日）
瀧川寿希也（川崎、12月17日）
200勝
澤田龍哉（船橋、2月10日）
川島正太郎（船橋、3月9日）
本田正重（船橋、3月12日）
大原浩司（笠松、4月6日）
田知弘久（金沢、6月14日）
亀井洋司（門別、7月29日）
伊藤千尋（門別、8月20日）
加藤利征（名古屋、8月28日）
阿部龍（門別、9月2日）
黒澤愛斗（門別、10月20日）
丹内祐次（JRA福島、11月8日）
松戸政也（金沢、11月22日）
高橋哲也（浦和、12月3日）
300勝
藤岡康太（JRA中京、3月22日）
松山弘平（JRA阪神、4月4日）
大坪慎（水沢、4月25日）
丸山元気（JRA函館、6月20日）
柴田大知（JRA新潟、8月2日）
大野拓弥（JRA新潟、8月2日）
達城龍次（大井、8月13日）
木村暁（盛岡、8月15日）
クリストフ・ルメール（JRA札幌、8月22日）
丸田恭介（JRA札幌、8月29日）
持原大志（名古屋、9月9日）
吉本隆記（高知、12月19日）
400勝
柴山雄一（JRA東京、5月9日）
青柳正義（金沢、5月26日）
戸崎圭太（JRA東京、6月13日）
ミルコ・デムーロ（JRA中京、7月25日）
500勝
別府真衣（高知、2月3日） ※女性騎手史上最速で達成
三浦皇成（JRA東京、2月21日） ※JRA史上最速で達成
葛山晃平（金沢、4月26日）
藤原幹生（門別、5月28日）
田辺裕信（JRA東京、6月21日）
藤原良一（名古屋、7月15日）
坂口裕一（盛岡、8月1日）
矢野貴之（大井、11月2日）
600勝
吉田隼人（JRA新潟、5月2日）
本橋孝太（船橋、7月21日）
吉井友彦（笠松、10月2日）
菅原俊吏（水沢、12月20日）
700勝
浜中俊（JRA中京、3月15日）
畑中信司（金沢、5月10日）
藤田弘治（金沢、6月2日） ※地方競馬通算
南郷家全（盛岡、8月1日）
山本政聡（盛岡、8月16日）
桑村真明（門別、10月6日）
今井貴大（名古屋、10月7日）
筒井勇介（笠松、12月28日）
800勝
大塚研司（笠松、4月27日）
齋藤雄一（水沢、6月14日）
柿原翔（名古屋、7月8日）
佐原秀泰（高知、9月13日）
小牧太（JRA阪神、12月6日）
高松亮（水沢、12月14日）
900勝
池添謙一（JRA京都、1月5日）
佐々木国明（門別、8月5日）
内田博幸（JRA中山、9月19日）
山崎誠士（川崎、10月23日）
山本聡哉（水沢、11月14日）
川田将雅（JRA中京、12月5日）
1000勝
永森大智（高知、6月28日）
大山真吾（園田、10月9日）
佐藤友則（笠松、10月30日）
1100勝
北村宏司（JRA中山、1月4日）
幸英明（JRA京都、1月11日）
吉田豊（JRA東京、5月10日）
1200勝
大畑雅章（名古屋、7月20日）
1300勝
杉村一樹（浦和、1月9日）
丹羽克輝（名古屋、4月21日）
岩田康誠（JRA京都、11月28日）
1400勝
服部茂史（門別、10月29日）
1500勝
森泰斗（船橋、8月3日）
真島大輔（大井、12月29日）
1700勝
下原理（金沢、7月7日）
1800勝
吉原寛人（金沢、7月14日）
宮崎光行（門別、8月5日）
福永祐一（JRA札幌、8月23日）
1900勝
宇都英樹（名古屋、2月12日）
丸野勝虎（名古屋、8月26日）
五十嵐冬樹（門別、9月23日）
2000勝
尾ヶ瀬馨（ばんえい帯広、9月12日）
2200勝
今野忠成（大井、3月17日）
2400勝
戸部尚実（名古屋、7月15日）
東川公則（笠松、10月26日）
2600勝
張田京（川崎、3月31日） ※引退レースで達成
村上忍（盛岡、11月7日）
2700勝
西川敏弘（高知、6月7日）
2900勝
赤岡修次（高知、11月15日）
3000勝
田中学（園田、1月3日）
岡部誠（浦和、7月16日）
安部幸夫（名古屋、12月24日）
3500勝
山口勲（佐賀、2月22日）
3700勝
武豊（JRA中山、3月8日）
4500勝
鮫島克也（佐賀、10月24日）
5000勝
川原正一（園田、12月24日）
6800勝
的場文男（大井、10月13日）

### 調教師
初勝利
栗本陽一（笠松、1月21日）
池添学（JRA阪神、3月8日）
中道啓二（大井、3月19日）
奥村豊（JRA中京、3月22日）
西村真幸（JRA阪神、3月28日）
松下武士（JRA中京、3月28日）
工藤裕孝（水沢、4月12日）
小林俊彦（水沢、4月18日） ※初出走で達成
池上昌和（JRA東京、5月2日）
中舘英二（JRA新潟、5月2日）
小国博行（門別、6月18日）
竹内正洋（JRA函館、7月11日）
張田京（船橋、7月20日） ※初出走で達成
黒川智貴（門別、7月29日）
平田正一（川崎、8月21日）
佐藤博紀（川崎、8月21日） ※初出走で達成
尾島徹（笠松、9月18日）
山田信大（船橋、10月6日）
山下貴之（船橋、12月9日）
100勝
清水久詞（JRA京都、1月25日）
小野寺晋広（大井、3月16日）
平山真希（川崎、7月3日）
星野忍（JRA函館、7月12日）
齊藤正弘（門別、7月14日）
高野友和（JRA新潟、8月15日）
天間昭一（JRA新潟、8月16日）
阿井正雄（浦和、10月26日）
鈴木義久（川崎、12月16日）
200勝
上杉昌宏（大井、1月20日）
松永昌博（JRA中京、1月24日）
大根田裕之（JRA小倉、2月15日）
小島茂之（JRA中山、2月28日）
松永幹夫（JRA中山、3月21日）
木原一良（JRA阪神、3月29日）
武藤善則（JRA東京、4月26日）
斎藤誠（JRA福島、7月19日）
菊川正達（JRA札幌、8月8日）
須貝尚介（JRA札幌、8月22日）
古賀慎明（JRA新潟、8月23日）
菅原勲（水沢、11月14日）
鹿戸雄一（JRA中山、12月13日）
櫻田浩樹（水沢、12月28日）
300勝
坂本昇（川崎、1月26日）
山内和明（名古屋、2月9日）
久保田貴士（JRA東京、2月21日）
昆貢（JRA中京、3月15日）
伊藤圭三（JRA中京、3月21日）
池添兼雄（JRA京都、5月3日）
新井清重（船橋、5月8日）
椎名廣明（船橋、7月17日）
櫻田康二（盛岡、7月19日）
板垣吉則（盛岡、7月20日）
植松則幸（名古屋、9月8日）
田所秀孝（JRA阪神、9月19日）
川村禎彦（JRA中京、12月6日）
400勝
池上昌弘（JRA中山、2月28日）
恵多谷豊（門別、9月1日）
矢作芳人（JRA札幌、9月5日）
今津博之（名古屋、10月23日）
加藤征弘（JRA東京、11月15日）
堀宣行（JRA中山、12月5日）
中竹和也（JRA中京、12月13日）
500勝
石坂正（JRA京都、1月11日）
内野健二（川崎、3月5日）
辻野豊（大井、3月18日）
晴山厚司（水沢、3月28日）
藤原英昭（JRA函館、7月4日）
瀬戸幸一（盛岡、7月19日）
伊藤正徳（JRA札幌、8月8日）
松田国英（JRA阪神、9月20日）
浅見秀一（JRA京都、11月23日）
宮本仁（名古屋、12月9日）
600勝
八木仁（川崎、1月6日）
安田隆行（JRA東京、5月31日）
鈴木七郎（盛岡、7月19日）
田中淳司（門別、9月2日）
佐藤雅彦（盛岡、10月17日）
山崎尋美（浦和、12月1日）
700勝
国枝栄（JRA東京、5月31日）
小久保智（浦和、7月15日）
井上正（名古屋、10月21日）
田中敏和（名古屋、12月10日）
800勝
原口次夫（名古屋、10月20日）
900勝
内田勝義（川崎、1月2日）
岡林光浩（船橋、2月13日）
新山廣道（名古屋、8月19日）
角川秀樹（門別、9月3日）
1000勝
田上忠夫（ばんえい帯広、3月8日）
大友栄人（ばんえい帯広、5月17日）
塚田隆男（名古屋、11月18日）
1100勝
田中正二（門別、5月20日）
川西毅（名古屋、7月8日）
竹口勝利（名古屋、7月16日）
1200勝
村上昌幸（水沢、4月27日）
伊藤和（盛岡、11月7日）
1300勝
原孝明（門別、7月30日）
1400勝
堂山芳則（門別、6月18日）
1600勝
小西重征（盛岡、7月27日）
1800勝
櫻田浩三（盛岡、6月7日）
2000勝
服部義幸（ばんえい帯広、7月4日）
錦見勇夫（名古屋、11月2日）
2200勝
藤ヶ崎一男（名古屋、2月24日）
2500勝
雑賀正光（高知、2月8日）
2600勝
角田輝也（名古屋、10月7日）

## 誕生
この年に生まれた競走馬は2018年のクラシック世代となる。

### 競走馬
- 1月15日 - ステルヴィオ[690]
- 1月20日 - フィエールマン[691]
- 1月26日 - ルヴァンスレーヴ[692]、サクソンウォリアー[693]、ビリーバー[694]
- 1月27日 - ジェネラーレウーノ[695]
- 1月28日 - サトノガーネット[696]
- 1月30日 - レイエンダ[697]
- 2月1日 - タイムフライヤー[698]
- 2月2日 - サトノワルキューレ[699]
- 2月3日 - ジョーカナチャン[700]
- 2月4日 - リリーバレロ[701]
- 2月5日 - ヘンリーバローズ[702]、サラキア[703]
- 2月7日 - ミッキーチャーム[704]
- 2月9日 - タワーオブロンドン[705]
- 2月10日 - ワグネリアン[706]、パクスアメリカーナ[707]
- 2月11日 - ベルーガ[708]
- 2月12日 - キタノコマンドール[709]
- 2月13日 - エタリオウ[710]
- 2月15日 - ロックディスタウン[711]、エポカドーロ[712]
- 2月16日 - テトラドラクマ[713]
- 2月19日 - マイネルファンロン[714]
- 2月20日 - ギベオン[715]
- 2月21日 - インディチャンプ[716]
- 2月22日 - ステイフーリッシュ[717]
- 2月24日 - モジアナフレイバー[718]
- 2月25日 - ノームコア[719]
- 2月26日 - スカーレットカラー[720]
- 2月27日 - トロワゼトワル[721]
- 3月2日 - グローリーヴェイズ[722]
- 3月3日 - ハヤブサマカオー[723]
- 3月6日 - ハッピーグリン[724]、カンタービレ[725]、ダノンスマッシュ[726]
- 3月7日 - グレイル[727]、コパノキッキング[728]
- 3月10日 - アーモンドアイ[729]
- 3月11日 - テーオーエナジー[730]、レッドガラン[731]
- 3月14日 - オウケンムーン[732]
- 3月15日 - リリーノーブル[733]
- 3月16日 - ヒラボクラターシュ[734]
- 3月19日 - ライオンボス[735]
- 3月22日 - ゴールドクイーン[736]
- 3月23日 - サラス[737]、リバティハイツ
- 3月26日 - スワーヴアラミス[738]、アフリカンゴールド[739]
- 3月27日 - カシアス/Kemono[740]、バイオスパーク[741]、シヴァージ[742]
- 3月29日 - ミスターメロディ[743]
- 3月31日 - サウンドキアラ[744]
- 4月1日 - モズスーパーフレア[745]
- 4月2日 - ブラストワンピース[746]、ゴーフォザサミット[747]、ハービンマオ[748]
- 4月3日 - ダノンプレミアム[749]、ラッキーライラック[750]
- 4月4日 - トーセンスーリヤ[751]
- 4月5日 - フロンティア[752]
- 4月6日 - オメガパフューム[753]
- 4月7日 - ケイアイノーテック[754]
- 4月8日 - サトノフェイバー[755]
- 4月9日 - ドンフォルティス[756]
- 4月10日 - グロンディオーズ[757]
- 4月15日 - レピアーウィット[758]
- 4月17日 - アサクサゲンキ[759]、メイショウテッコン[760]
- 4月19日 - チュウワウィザード[761]
- 4月22日 - アールスター[762]、ライトオンキュー[763]
- 4月25日 - ジャンダルム[764]
- 4月27日 - プリモシーン[765]、カツジ[766]
- 4月28日 - グリム[767]
- 4月29日 - カイザーメランジェ[768]
- 5月2日 - アルクトス[769]、サンレイポケット[770]、ソリストサンダー[771]
- 5月3日 - ユーキャンスマイル[772]
- 5月6日 - エアアルマス[773]、ヒロシゲゴールド[774]
- 5月12日 - ダイアトニック[775]
- 5月16日 - リュウノユキナ[776]、クレイジーアクセル[777]、ロードゴラッソ[778]
- 5月22日 - ストロングハート[779]
- 5月26日 - メールドグラース[780]

## 死亡

### 競走馬・繁殖馬・功労馬
- 1月3日 - パリスハーリー[781]
- 1月4日 - マネーバンドル[782]
- 1月19日 - ジェニュイン[783]
- 1月28日 - ダイナフェアリー[784]
- 2月5日 - ステイゴールド[785]
- 2月20日
  - スズカマンボ[786]
  - アジュディケーティング[787]
- 3月1日 - メルシーエイタイム[788][789]
- 3月3日
  - アドマイヤオーラ[790]
  - シスタートウショウ[791]
  - オグリローマン[792]
- 3月7日 - オリエンタルアート[793]
- 3月20日 - トシザブイ[794]
- 4月9日 - ユキノサンロイヤル[795]
- 4月30日 - トゥナンテ[796]
- 6月17日 - マヤノメイビー[797]、サンディエゴシチー[798]。
- 6月28日 - トワイニング[799]
- 7月5日 - アンバルブライベン[800]
- 7月6日 - ユートピア[801]
- 7月22日 - ブラックホーク[802]
- 8月13日 - マンハッタンカフェ[803]
- 8月26日 - エリモフォーサイト[804]
- 9月16日 - ユーセイトップラン[805]
- 9月21日 - クロスクリーガー[806]
- 10月9日 - ミスズシャルダン[807]
- 11月3日 - タガノジンガロ[808]
- 12月3日 - マサラッキ[809]
- 12月26日 - アポロマーベリック[810]
- 12月28日 - フジキセキ[811]

### 人物
- 1月1日 - 柳江仁（岐阜県地方競馬組合調教師）[812]
- 1月16日
  - 松田正弘（日本中央競馬会元調教師）[813]
  - 太田美實（第60回東京優駿優勝馬・ウイニングチケットなどの馬主）[814]
- 2月8日 - 榮久庵憲司（工業デザイナー。JRAのロゴマークを手がけた）[815]
- 2月26日 - 後藤浩輝（日本中央競馬会騎手）[816]
- 3月10日 - 寺嶋正勝（兵庫県競馬組合調教師）[817]
- 6月10日 - 佐々木修一（岩手県競馬組合調教師）[818]
- 10月8日 - 小栗孝一（オグリキャップが笠松競馬に在籍していた当時の馬主）[819]
- 11月9日 - 芹澤邦雄（競馬ジャーナリスト、サンケイスポーツ元編集局次長、週刊Gallop初代編集長）[820]